# Avlidna 2015
Detta är en lista över kända personer som har avlidit under 2015.

## Januari

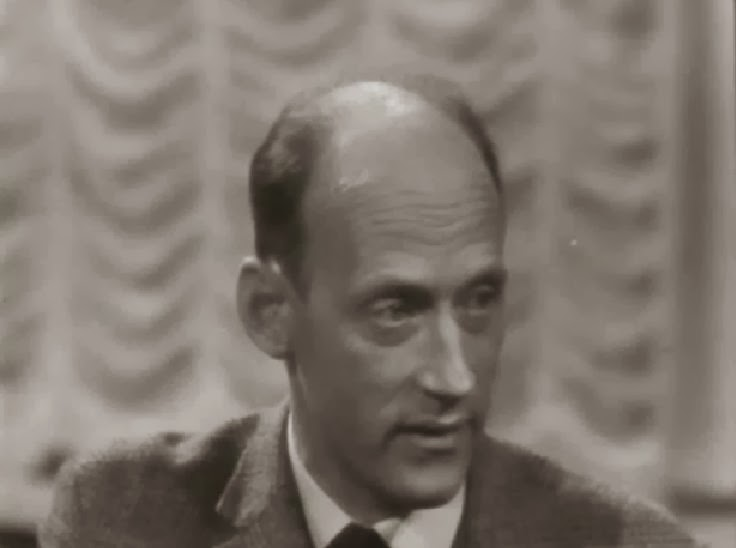
Den svenske fysiologen Per-Olof Åstrand avled 2 januari, 92 år gammal.

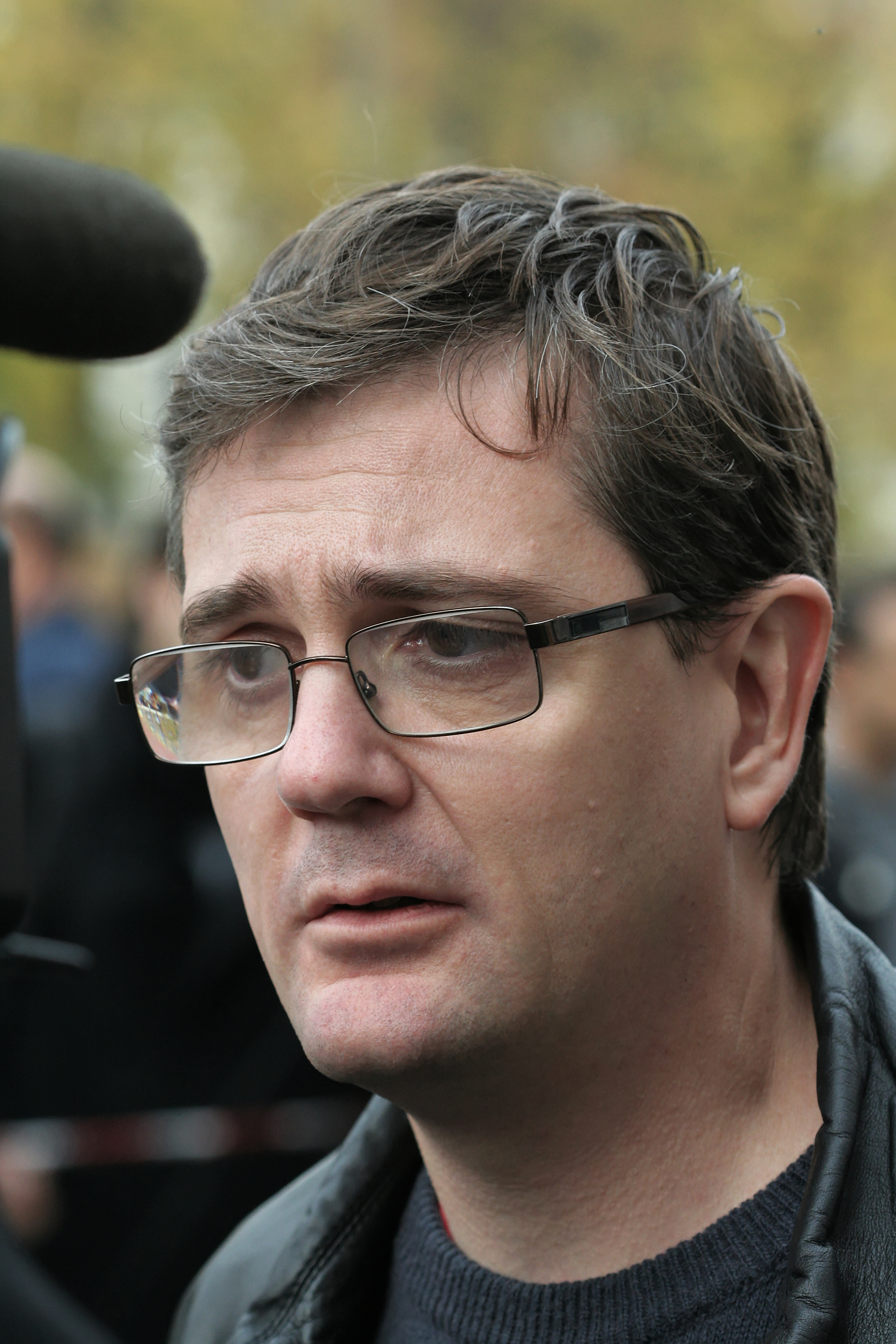
Den franske satirtecknaren Stéphane "Charb" Charbonnier avled 7 januari, 47 år gammal.

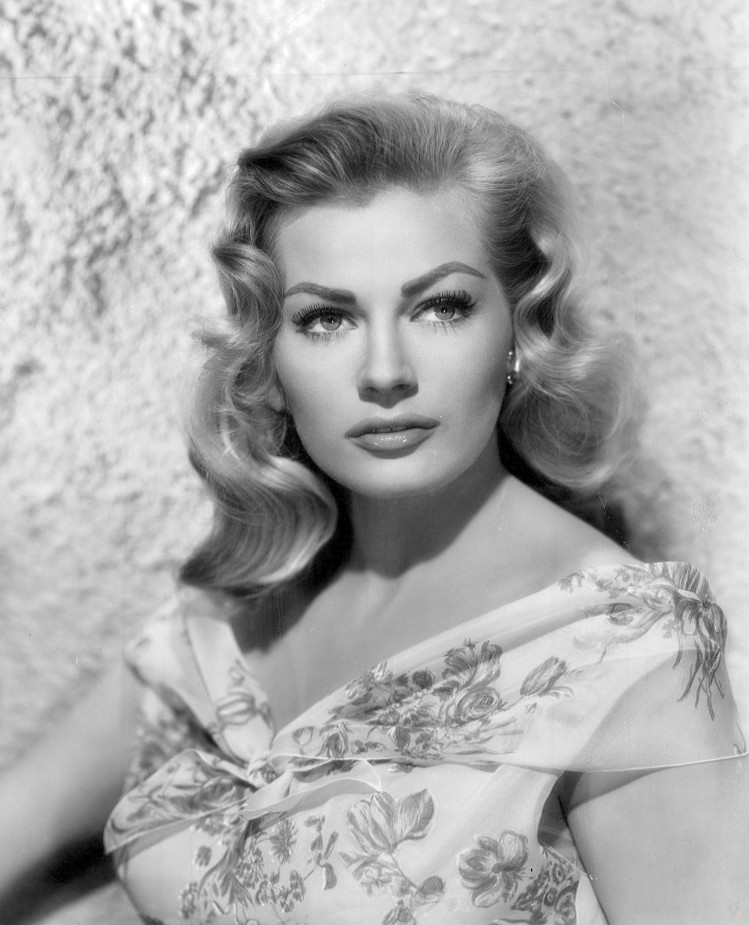
Den svenska skådespelaren Anita Ekberg avled 11 januari, 83 år gammal.

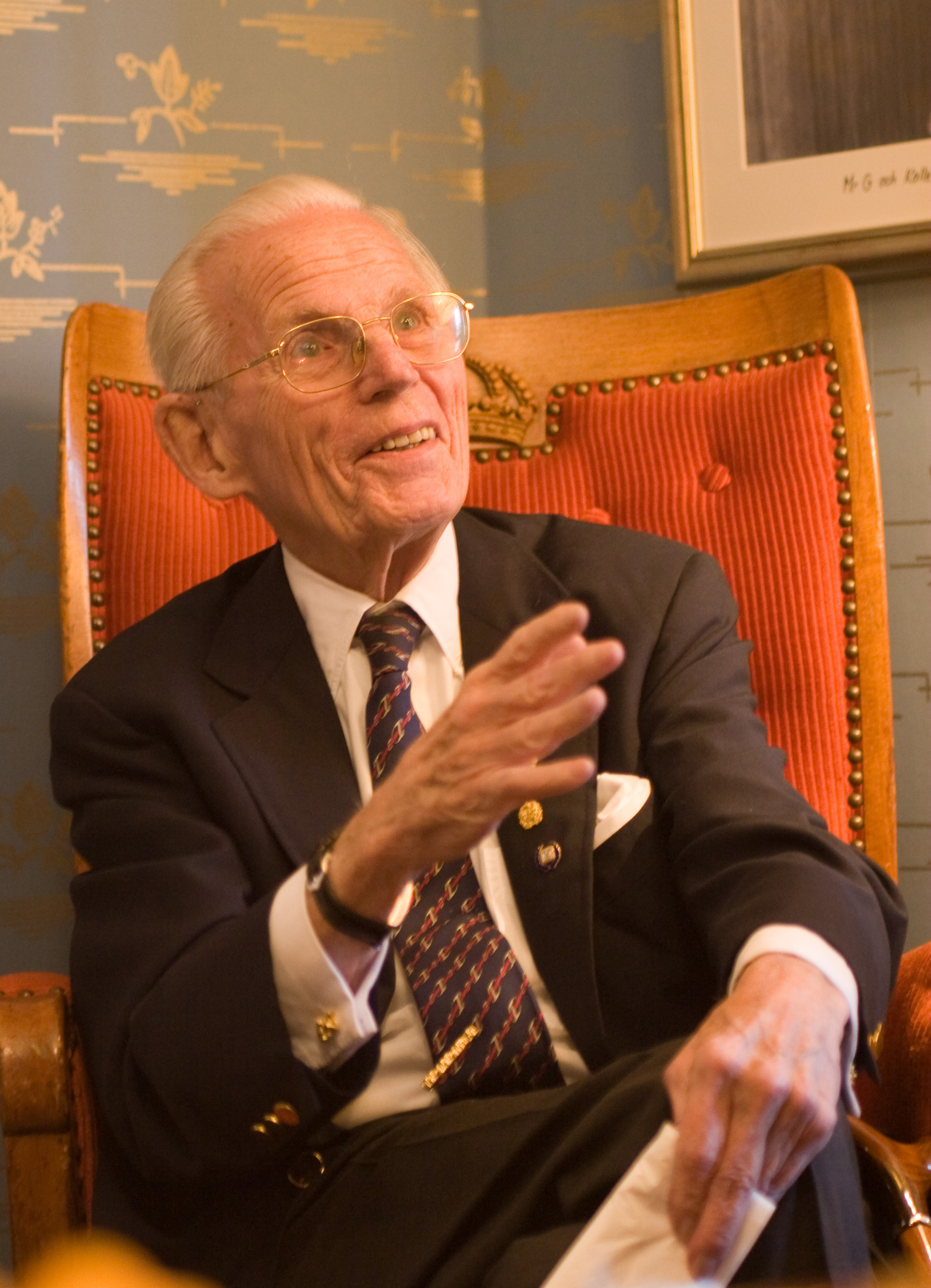
Den svenske företagsledaren Peter Wallenberg avled 19 januari, 88 år gammal.

- 1 januari – Ulrich Beck, 70, tysk sociolog.[1]
- 1 januari – Aleksandr Bednov, 45, rysk militär, försvarsminister i Folkrepubliken Lugansk.[2]
- 1 januari – Mario Cuomo, 82, amerikansk demokratisk politiker, New Yorks guvernör 1983–1994.[3]
- 1 januari – Bo Fransson, 81, svensk travjournalist, travexpert på Radiosporten.[4]
- 1 januari – Omar Karami, 80, libanesisk politiker.[5]
- 2 januari – Little Jimmy Dickens, 94, amerikansk countrysångare.[6]
- 2 januari – Abu Anas al-Libi, 50, libyskfödd ledande al-Qaida-medlem i amerikansk fångenskap.[7]
- 2 januari – Per-Olof Åstrand, 92, svensk fysiolog.[8]
- 3 januari – Edward Brooke, 95, amerikansk republikansk politiker, senator för Massachusetts 1967–1979.[9]
- 3 januari – Allan Finholm, 92, finländsk krigsveteran.[10]
- 3 januari – Olga Knjazeva, 60, rysk (sovjetisk) olympisk fäktare.[11]
- 3 januari – Jouko Törmänen, 60, finländsk backhoppare.[12]
- 4 januari – Pino Daniele, 59, italiensk musiker.[13]
- 4 januari – Edmund Wnuk-Lipiński, 70, polsk sociolog och science fiction-författare.[14]
- 4 januari – Dan Öberg, 64, svensk snöskotercrossåkare.[15]
- 5 januari – Jean-Pierre Beltoise, 77, fransk racerförare.[16]
- 5 januari – Ove Hidemark, 83, svensk arkitekt och professor i äldre byggnadsteknik och restaurering.[17]
- 6 januari – Gene Kemp, 88, brittisk barnboksförfattare.[18]
- 7 januari – Jean "Cabu" Cabut, 76, fransk serietecknare.[19]
- 7 januari – Stéphane "Charb" Charbonnier, 47, fransk serietecknare och chefredaktör.[19]
- 7 januari – Folke Hallin, 85, svensk tecknare och illustratör.[20]
- 7 januari – Philippe Honoré, 73, fransk satirtecknare.[21]
- 7 januari – Tadeusz Konwicki, 88, polsk författare och regissör.[22]
- 7 januari – Arch A. Moore, 91, amerikansk republikansk politiker, West Virginias guvernör 1969–1977 och 1985–1989.[23]
- 7 januari – Rod Taylor, 84, australisk-amerikansk skådespelare.[24]
- 7 januari – Tignous, 57, fransk serietecknare.[19]
- 7 januari – Georges Wolinski, 80, fransk serietecknare.[19]
- 8 januari – Kep Enderby, 88, australisk jurist och politiker, justitieminister 1975.[25]
- 8 januari – Curtis Lee, 75, amerikansk sångare och låtskrivare.[26]
- 8 januari – Richard Meade, 76, brittisk ryttare.[27]
- 8 januari – Elsi Rydsjö, 94, svensk författare.[28]
- 8 januari – Andraé Crouch, 72, amerikansk gospelsångare, arrangör och låtskrivare.[29]
- 10 januari – Taylor Negron, 57, amerikansk skådespelare och komiker.[30]
- 10 januari – Francesco Rosi, 92, italiensk filmregissör och manusförfattare.[31]
- 10 januari – Robert Stone, 77, amerikansk författare.[32]
- 11 januari – Anita Ekberg, 83, svensk fotomodell och skådespelare (Det ljuva livet).[33]
- 11 januari – Vera Strodl, 96, brittisk-dansk flygare.[34]
- 12 januari – Astrid Bergman Sucksdorff, 87, svensk naturfotograf och författare.[35]
- 13 januari – Thor G. Norås, 79, norsk forskare, författare, journalist, kompositör, manager och impressario.[36]
- 13 januari – Robert White, 88, amerikansk diplomat.[37]
- 15 januari – Kim Fowley, 75, amerikansk musiker, låtskrivare och manager.[38]
- 16 januari- Stein Eriksen, 88, norsk alpnist
- 17 januari – Faten Hamama, 83, egyptisk skådespelare.[39]
- 17 januari – Börje Steenberg, 102, svensk kemist och forskare i pappersteknik.[40]
- 19 januari – Robert Manzon, 97, fransk racerförare, siste överlevande deltagaren från första F1-säsongen.[41]
- 19 januari – Ward Swingle, 87, amerikansk kompositör, sångare och musiker.[42]
- 19 januari – Peter Wallenberg, 88, svensk företagsledare (Investor).[43]
- 20 januari – Edgar Froese, 70, tysk musiker och frontfigur i Tangerine Dream.[44]
- 20 januari – Hitoshi Saito, 54, japansk judomästare, olympisk guldmedaljör.[45]
- 21 januari – Marcus Borg, 72, amerikansk teolog, bibelvetare och författare.[46]
- 21 januari – Leon Brittan, 75, brittisk konservativ politiker, tidigare EU-kommissionär och vice ordförande för EU-kommissionen.[47]
- 21 januari – Kemal Monteno, 66, bosnisk sångare och låtskrivare.[48]
- 22 januari – Wendell H. Ford, 90, amerikansk demokratisk politiker, Kentuckys guvernör 1971–1974.[49]
- 22 januari – Inger Skote, 81, svensk barnboksförfattare.[50]
- 23 januari – Abdullah bin Abdul Aziz, 90, saudisk kung sedan 2005.[51]
- 23 januari – Bengt Elde, 75, svensk konstnär.[52]
- 24 januari – Stig Bergling, 77, svensk underrättelseofficer och spion.[53]
- 24 januari – Toller Cranston, 65, kanadensisk konståkare.[54]
- 24 januari – Esper Hagen, 66, dansk skådespelare.[55]
- 25 januari – Demis Roussos, 68, grekisk sångare.[56]
- 26 januari – Lucjan Lis, 64, polsk tävlingscyklist.[57]
- 27 januari – Wilfred Agbonavbare, 48, nigeriansk fotbollsmålvakt.[58]
- 27 januari – Suzette Haden Elgin, 78, amerikansk lingvist och science fiction-författare.[59]
- 27 januari – Magnus Erikson, 57, svensk skivbolagsdirektör och konsertarrangör.[60]
- 27 januari – Ebbe Grims-land, 99, svensk tonsättare.[61]
- 27 januari – Mårten Grunditz , 66, svensk ämbetsman och diplomat.[62]
- 27 januari – David Landau, 67, brittisk-israelisk journalist.[63]
- 27 januari – Lambert Sunesson, 96, författare och socionom.[64]
- 27 januari – Charles H. Townes, 99, amerikansk fysiker, nobelpristagare i fysik 1964.[65]
- 28 januari – Yves Chauvin, 84, fransk kemist, nobelpristagare i kemi 2005.[66]
- 28 januari – Jaswant Singh Rajput, 88, indisk landhockeyspelare.[67]
- 29 januari – Colleen McCullough, 77, australisk författare (Törnfåglarna).[68]
- 29 januari – Rod McKuen, 81, amerikansk poet, kompositör och sångare.[69]
- 29 januari – Kel Nagle, 94, australisk golfspelare.[70]
- 30 januari – Carl Djerassi, 91, österrikisk-amerikansk kemist.[71]
- 30 januari – Geraldine McEwan, 82, brittisk skådespelare (Miss Marple).[72]
- 30 januari – Zjelju Zjelev, 79, bulgarisk politiker, president 1990–1997.[73]
- 31 januari – Lizabeth Scott, 92, amerikansk skådespelare.[74]
- 31 januari – Richard von Weizsäcker, 94, tysk politiker, förbundspresident 1984–1994.[75]
- Exakt datum saknas – Adam Yahiye Gadahn, 36, amerikansk al-Qaidamedlem.[76]

## Februari

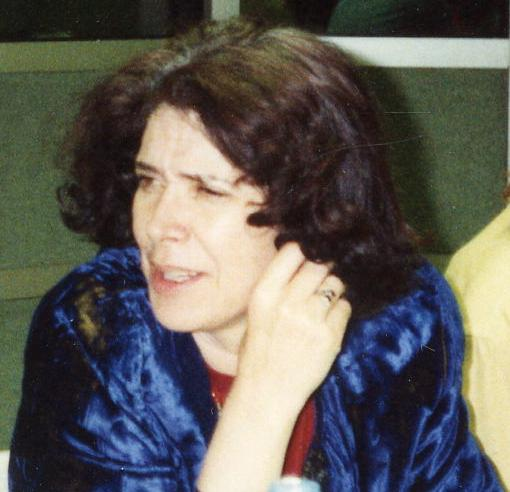
Den algerisk-franska författaren Assia Djebar avled 6 februari, 78 år gammal.

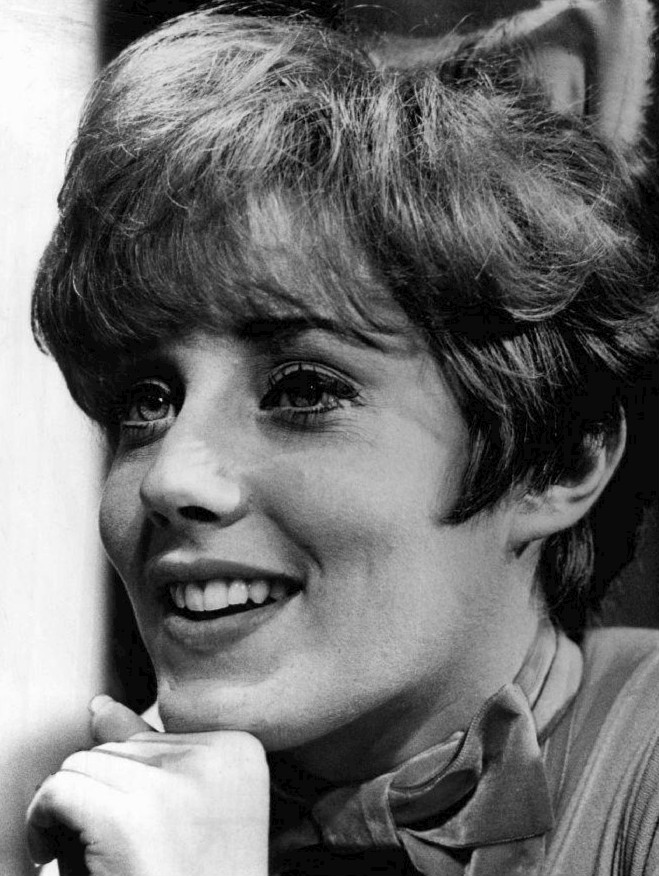
Den amerikanska sångaren Lesley Gore avled 16 februari, 68 år gammal.

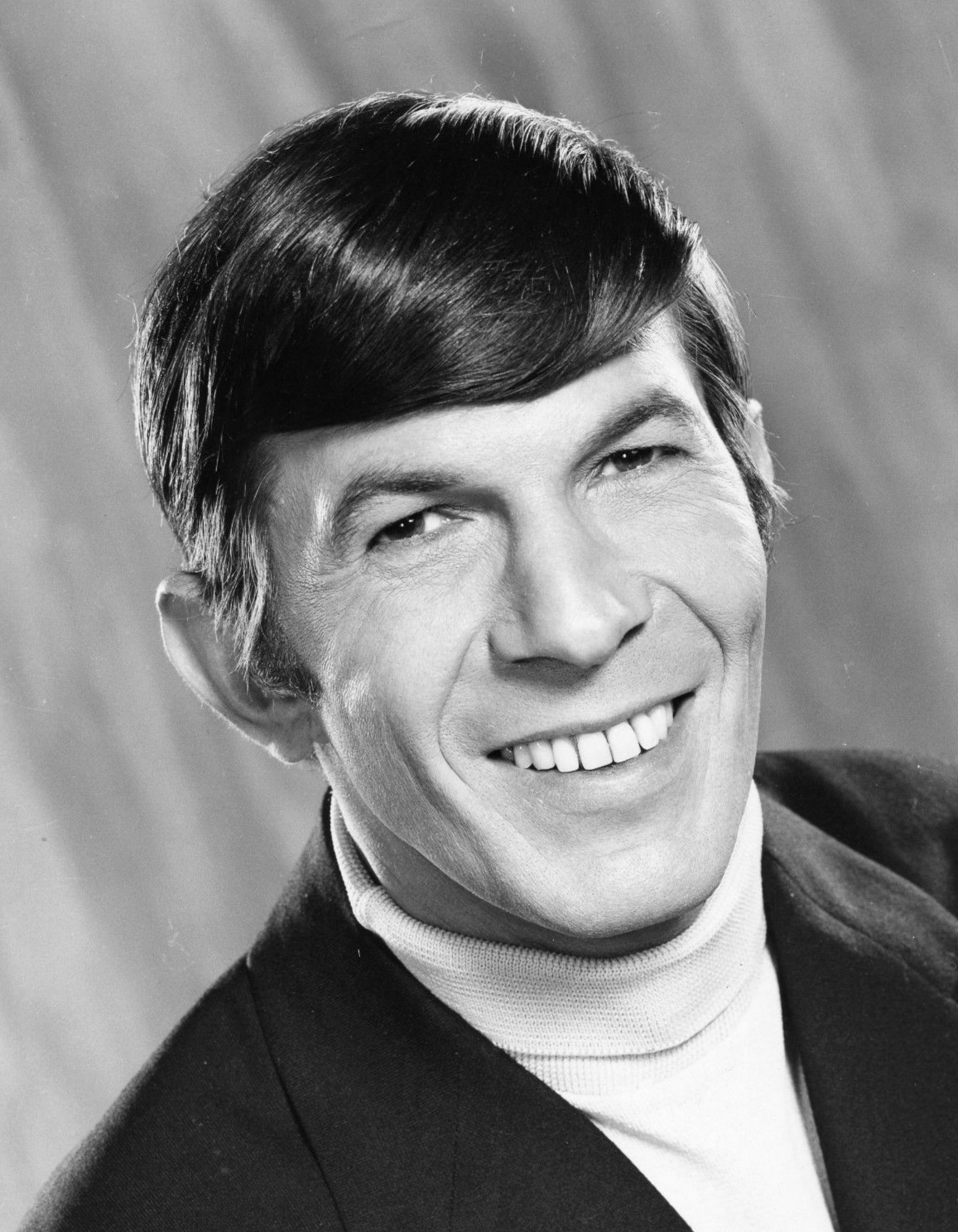
Den amerikanske skådespelaren Leonard Nimoy avled 27 februari, 83 år gammal.

- 1 februari – Björn Holmberg, 78, svensk militär.
- 1 februari – Isa Munaev, 49, tjetjensk militär med central roll i tjetjenernas motståndskamp.[77]
- 1 februari – Udo Lattek, 80, tysk fotbollsspelare och tränare.[78]
- 2 februari – Tom Olsson, 85, svensk skådespelare och teaterregissör.[79]
- 2 februari – Calle Palmér, 85, svensk fotbollsspelare.[80]
- 2 februari – Henryk Szczepański, 81, polsk fotbollsspelare.[81]
- 3 februari – Martin Gilbert, 78, brittisk historiker.[82]
- 3 februari – Stella Parland, 40, finlandssvensk författare och teaterrecensent.[83]
- 3 februari – Charlie Sifford, 92, amerikansk golfspelare.[84]
- Exakt datum saknas – Muath al-Kasasbeh, 26, jordansk stridspilot.[85]
- 4 februari – Siv Arb, 83, svensk poet, översättare och litteraturkritiker.[86]
- 4 februari – Rune Ericson, 90, svensk filmfotograf och regissör.[87]
- 5 februari – Val Fitch, 91, amerikansk fysiker, nobelpristagare i fysik 1980.[88]
- 6 februari – André Brink, 79, sydafrikansk författare och anti-apartheidkämpe.[89]
- 6 februari – Assia Djebar, 78, algerisk-fransk författare och översättare.[90]
- 6 februari – Alan Nunnelee, 56, amerikansk republikansk politiker.[91]
- 6 februari – Kathrine Windfeld, 48, dansk regissör och regiassistent.[92]
- 7 februari – Sven Borgvald, 79, svensk officer i Flygvapnet.[93]
- 7 februari – Billy Casper, 83, amerikansk golfspelare.[94]
- 7 februari – Marshall Rosenberg, 80, amerikansk psykolog och skapare av non-violent communication.[95]
- 8 februari – Caj Ehrstedt, 77, finlandssvensk operasångare.[96]
- 8 februari – C.O. Hultén, 98, svensk målare, tecknare och grafiker.[97]
- 8 februari – Gunnar Randin, 84, svensk koreograf och balettdansör.[98]
- 8 februari – Thom Wilson, amerikansk musikproducent och ljudtekniker.[99]
- 9 februari – Nadia Röthlisberger-Raspe, 42, schweizisk curlingspelare.[100]
- 9 februari – Peter Snickars, 59, finländsk skådespelare, dramatiker och regissör.[101]
- 9 februari – Knut Ståhlberg, 96, svensk journalist och författare.[102][103]
- 10 februari – Deng Liqun, 99, kinesisk kommunistisk politiker och ideolog.[104]
- 11 februari – Ora Holland, 114, äldsta personen någonsin från Missouri.[105]
- 11 februari – Bob Simon, 73, amerikansk journalist (60 Minutes).[106]
- 12 februari – David Carr, 58, amerikansk kolumnist och författare.[107]
- 12 februari – Movita Castaneda, 98, amerikansk skådespelare, Marlon Brandos hustru 1960–1962.[108]
- 12 februari – Steve Strange, 55, brittisk sångare och frontfigur i Visage.[109]
- 13 februari – Geneviève Dormann, 81, fransk romanförfattare och journalist.[110]
- 13 februari – Arne Sundelin, 64, svensk litteraturkritiker och författare.[111]
- 14 februari – Michele Ferrero, 89, italiensk affärsman (Ferrero).[112]
- 14 februari – Louis Jourdan, 93, fransk skådespelare.[113]
- 14 februari – Philip Levine, 87, amerikansk poet och universitetslärare.[114]
- 14 februari – Wim Ruska, 74, nederländsk judoutövare.[115]
- 15 februari – Steve Montador, 35, kanadensisk ishockeyspelare.[116]
- 15 februari – Gustaf Sjökvist, 71, svensk dirigent och kyrkomusiker.[117]
- 16 februari – Lesley Gore, 68, amerikansk popsångerska (It's My Party).[118]
- 18 februari – Cass Ballenger, 88, amerikansk republikansk politiker.[119]
- 18 februari – Claude Criquielion, 58, belgisk tävlingscyklist.[120]
- 18 februari – John Paul Jackson, 64, amerikansk evangelikal, karismatisk predikant och teolog.[121]
- 18 februari – Hans F. Zacher, 86, tysk jurist och akademiker.[122]
- 19 februari – Lisette Schulman, 63, svensk programledare och informatör.[123]
- 19 februari – Talus Taylor, 82, amerikansk barnboksförfattare, skapare av Barbapapa.[124]
- Exakt datum saknas – Mats Olausson, 54, svensk musiker.[125]
- 21 februari – Clark Terry, 94, amerikansk jazztrumpetare.[126]
- 22 februari – Hans Isaksson, 72, litteraturvetare och förläggare.[127]
- 23 februari – Curt Michel, 80, amerikansk astrofysiker.[128]
- 23 februari – Rolla Seshagiri Rao, 93, indisk botaniker.[129]
- 25 februari – Stig T. Karlsson, 84, svensk fotograf.[130]
- 26 februari – Gunnar Brusberg, 87, svensk handbollsmålvakt.[131]
- 26 februari – Per Olof Hulth, 71, svensk astrofysiker.[132]
- 26 februari – Måns Westfelt, 86, svensk skådespelare.[133]
- 27 februari – Boris Nemtsov, 55, rysk politiker, vice premiärminister 1997–1998.[134]
- 27 februari – Leonard Nimoy, 83, amerikansk skådespelare (Star Trek).[135]
- 27 februari – Paul Enoksson, 92, svensk överläkare och översättare.[136]
- 28 februari – Dorete Bloch, 71, färöisk biolog och författare.[137]
- 28 februari – Yaşar Kemal, 91, kurdisk-turkisk författare.[138]

## Mars

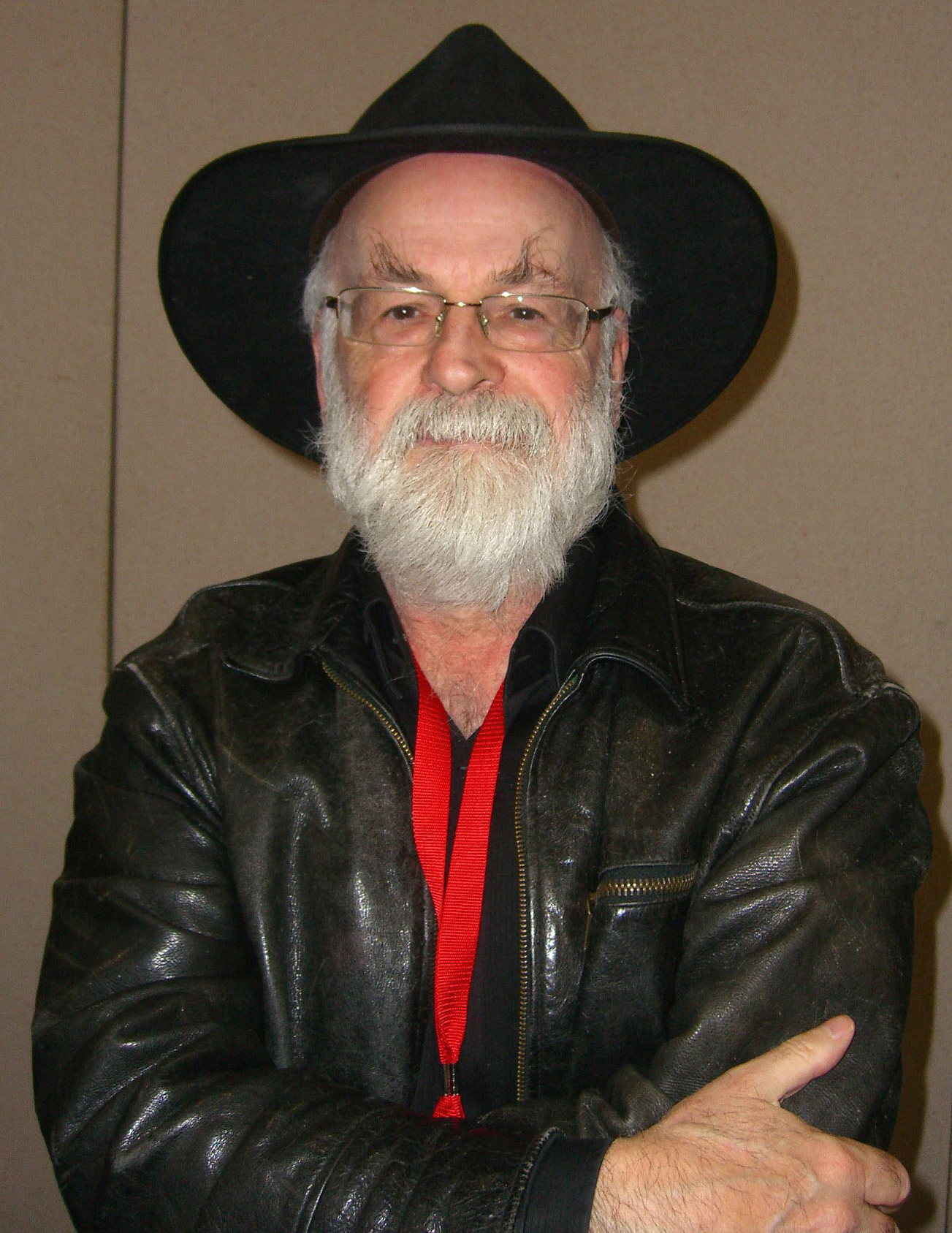
Den brittiske författaren Terry Pratchett avled 12 mars, 66 år gammal.

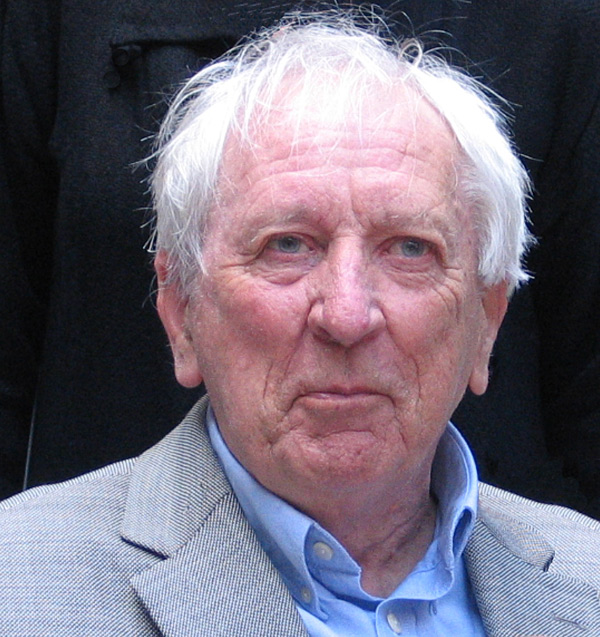
Den svenske författaren och nobelpristagaren Tomas Tranströmer avled 26 mars, 83 år gammal.

- 1 mars – Jan Rydberg, 92, svensk professor i kärnkemi vid Chalmers.[139]
- 1 mars – Carel Visser, 86, nederländsk skulptör.[140]
- 1 mars – Gunilla Wünsche, 78, svensk informationschef.[141]
- 1 mars – Wolfram Wuttke, 53, tysk (västtysk) fotbollsspelare.[142]
- 2 mars – Francisco González Ledesma, 87, spansk författare och journalist.[143]
- 2 mars – Kurt Sjöström, 89, svensk socionom och kommunalpolitiker.[144]
- 4 mars – Karl-Alfred Jacobsson, 89, svensk fotbollsspelare.[145]
- 4 mars – Lennart Kjellgren, 92, svensk författare, vissångare och tv-personlighet.[146]
- 6 mars – Gerd Mårtensson, 96, svensk skådespelare.[147]
- 7 mars – Stig Fyring, 80, svensk marinmålare, krögare och illustratör.[148]
- 7 mars – Rune Hagberg, 90, svensk konstnär.[149]
- 7 mars – F. Ray Keyser, 87, amerikansk republikansk politiker, Vermonts guvernör 1961–1963.[150]
- 7 mars – Yoshihiro Tatsumi, 79, japansk serietecknare.[151]
- 8 mars – Hans Bielenstein, 94, svensk sinolog.[152]
- 8 mars – Göte Göransson, 94, svensk tecknare och illustratör.[153]
- 8 mars – Bengt Hägglund, 94, svensk teolog.[154]
- 8 mars – Lasse Larsson, 52, svensk fotbollsspelare (Malmö FF).[155]
- 8 mars – Sam Simon, 59, amerikansk tv-producent och manusförfattare, medskapare av Simpsons.[156]
- 8 mars – Lew Soloff, 71, amerikansk jazztrumpetare.[157]
- 9 mars – Camille Muffat, 25, fransk simmare, olympisk mästarinna.[158]
- 9 mars – Frei Otto, 89, tysk arkitekt.[159]
- 9 mars – Florence Arthaud, 57, fransk seglare.[158]
- 9 mars – Alexis Vastine, 28, fransk boxare, olympisk medaljör.[158]
- 10 mars – Fred Fredericks, 85, amerikansk serietecknare.[160]
- 10 mars – Ingegärd Martinell, 81, svensk översättare och författare.[161]
- 11 mars – Walter Burkert, 84, tysk klassisk filolog, forskare inom kulter och grekisk religion.[162]
- 11 mars – Martin H:son Holmdahl, 91, svensk professor i anestesiologi, universitetsrektor.[163]
- 11 mars – Inger Sitter, 85, norsk målare och grafiker.[164]
- 12 mars – Michael Graves, 80, amerikansk arkitekt, formgivare och konstnär.[165]
- 12 mars – Oleksandr Peklushenko, 60, ukrainsk politiker, medlem av Regionernas parti.[166]
- 12 mars – Terry Pratchett, 66, brittisk fantasyförfattare.[167]
- 13 mars – Inge Eriksen, 79, dansk författare.[168][169]
- 14 mars – Charlotta Cederlöf, 49, svensk radiojournalist och författare.[170]
- 15 mars – Mike Porcaro, 59, amerikansk basist (Toto).[171]
- Exakt datum saknas – Xu Caihou, 71, kinesisk general och kommunistisk politiker.[172]
- 16 mars – Andy Fraser, 62, brittisk basist och låtskrivare i Free.[173]
- 16 mars – Max Stenbeck, 30, svensk-amerikansk företagare och finansman.[174]
- 17 mars – Greta Liming, 95, svensk skådespelerska.[175]
- 18 mars – Samuel Charters, 85, amerikansk musikskribent och skivproducent.[176]
- 18 mars – Margareta Persson, 69, svensk socialdemokratisk politiker.[177]
- 18 mars – Oleg Sakirkin, 49, kazakisk trestegshoppare.[178]
- 19 mars – Gerda van der Kade-Koudijs, 91, nederländsk friidrottare.[179]
- 19 mars – Eino Uusitalo, 90, finländsk centerpartistisk politiker, inrikesminister 1971 och 1976–1982.[180]
- 20 mars – Malcolm Fraser, 84, australisk politiker, premiärminister 1975–1983.[181]
- 20 mars – Robert Kastenmeier, 91, amerikansk demokratisk politiker.[182]
- 20 mars – A.J. Pero, 55, amerikansk hårdrockstrummis (Twisted Sister).[183]
- 20 mars – Gregory Walcott, 87, amerikansk skådespelare.[184]
- 21 mars – Hans Erni, 106, schweizisk konstnär, illustratör och grafisk designer.[185]
- 21 mars – Jørgen Ingmann, 89, dansk musiker (Eurovision Song Contest 1963).[186]
- 21 mars – Arnošt Klimčík, 69, tjeckisk (tjeckoslovakisk) handbollsspelare.[187]
- 21 mars – Jackie Trent, 74, brittisk sångare och låtskrivare.[188]
- 23 mars – Søren Kam, 93, dansk före detta SS-officer och krigsförbrytare.[189]
- 23 mars – Lee Kuan Yew, 91, singaporiansk premiärminister 1959–1990.[190]
- 24 mars – Yehuda Avner, 86, israelisk diplomat.[191]
- 24 mars – Oleg Bryjak, 54, kazakisk-tysk operasångare.[192]
- 24 mars – Otto Frello, 90, dansk målare.
- 24 mars – Margareta Meyerson, 84, svensk sångerska och skådespelare.[193]
- 24 mars – Maria Radner, 33, tysk operasångare.[192]
- 26 mars – Tomas Tranströmer, 83, svensk poet, översättare och psykolog, nobelpristagare 2011.[194]
- 27 mars – Eva Brylla, 71, svensk språkvetare.[195]
- 27 mars – Taras Kryjanovski, 34, rysk paralympisk skidskytt.[196]
- 27 mars – Fillie Lyckow, 80, svensk skådespelare (Varuhuset).[197]
- 27 mars – Gertrud Sigurdsen, 92, svensk politiker (socialdemokrat).[198]
- 28 mars – Miroslav Ondříček, 80, tjeckisk filmfotograf.[199]
- 29 mars – Helle Stangerup, 75, dansk författare.[200]
- 30 mars – Robert Z'Dar, 64, amerikansk skådespelare.[201]
- 31 mars – Lars Jonson, 58, svensk gitarrist i KSMB och Köttgrottorna.[202]
- 31 mars – Michel Scheuer, 87, tysk kanotist.[203]

## April

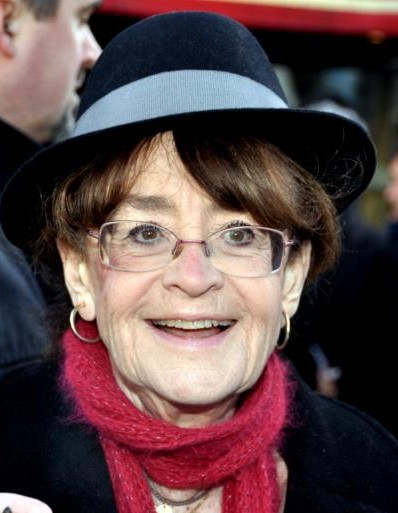
Den franska manusförfattaren och filmregissören Nina Companeez avled 9 april, 77 år gammal.

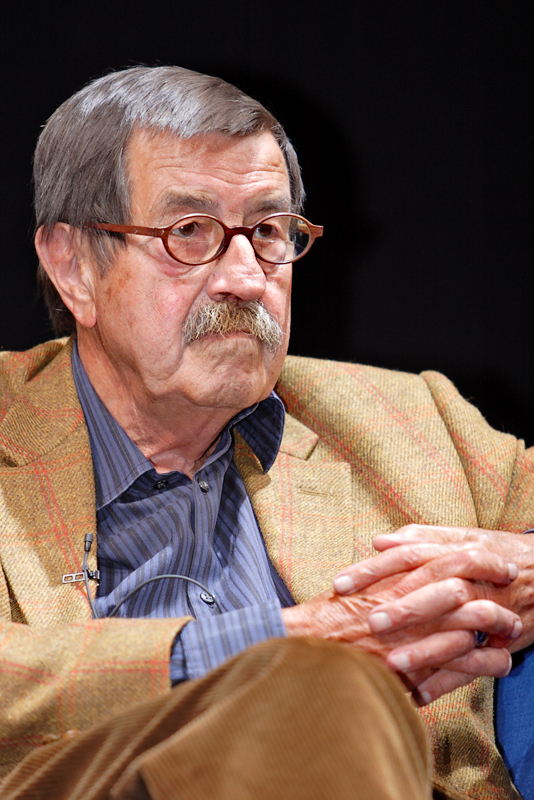
Den tyske författaren och nobelpristagaren Günter Grass avled 13 april, 87 år gammal.

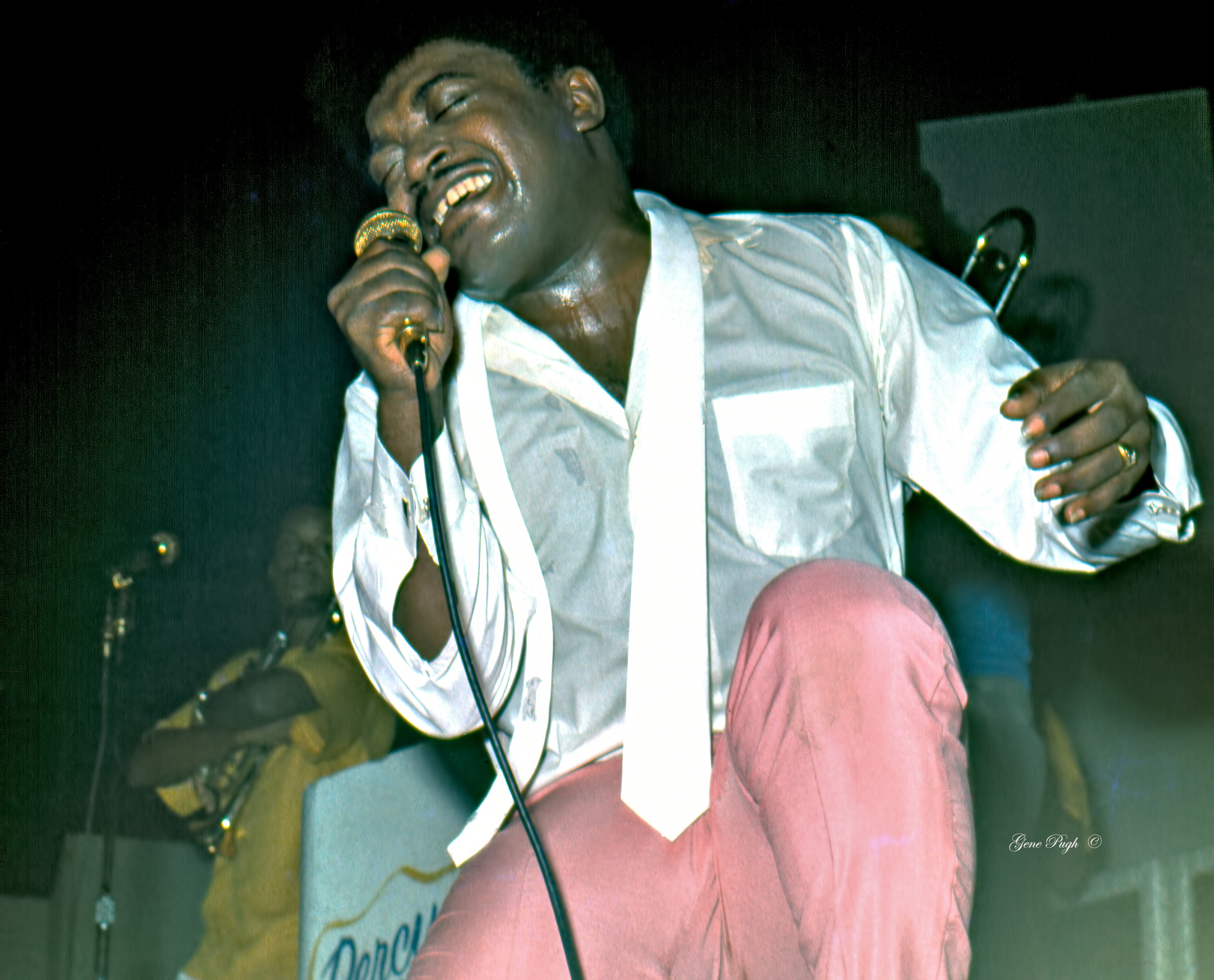
Den amerikanske sångaren Percy Sledge avled 14 april, 74 år gammal.

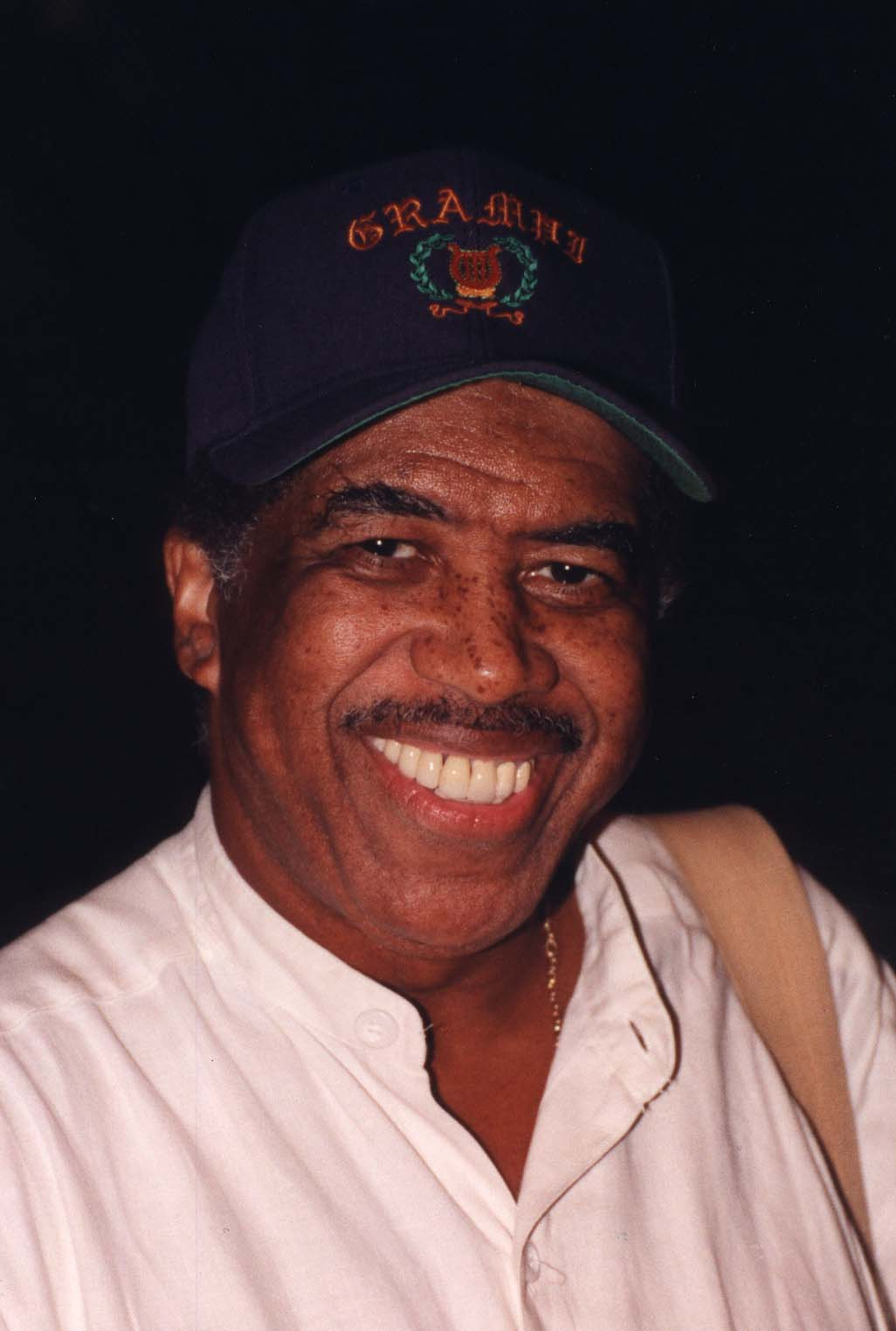
Den amerikanske sångaren Ben E. King avled 30 april, 76 år gammal.

- 1 april – Zdravko Kovačić, 89, kroatisk (jugoslavisk) vattenpolospelare.[204]
- 1 april – Cynthia Lennon, 75, brittisk tidigare hustru till John Lennon.[205]
- 1 april – Misao Okawa, 117, Japans och världens äldsta levande person.[206]
- 2 april – Wally Cassell, 103, amerikansk skådespelare.[207]
- 2 april – Hayley Okines, 17, brittisk kunskapsspridare och aktivist med sjukdomen progeri.[208]
- 2 april – Manoel de Oliveira, 106, portugisisk filmregissör.[209]
- 2 april – Barbara Sass, 78, polsk regissör och manusförfattare.[210]
- 2 april – Doug Sax, 79, amerikansk ljudtekniker.[211]
- 3 april – Kayahan Açar, 66, turkisk popsångare.[212]
- 3 april – Bob Burns, 64, amerikansk trummis (Lynyrd Skynyrd).[213]
- 3 april – Leif Leifland, 89, svensk diplomat, före detta kabinettssekreterare.[214]
- 4 april – Elmer Lach, 97, kanadensisk ishockeyspelare.[215]
- 4 april – Klaus Rifbjerg, 83, dansk författare och manusförfattare.[216]
- 5 april – Richard Dysart, 86, amerikansk skådespelare (Lagens änglar).[217]
- 5 april – Julie Wilson, 90, amerikansk sångerska och skådespelare.[218]
- 6 april – James Best, 88, amerikansk skådespelare.[219]
- 6 april – Dollard St-Laurent, 85, kanadensisk ishockeyspelare.[220]
- 6 april – Dave Ulliott, 61, brittisk pokerspelare.[221]
- 6 april – Gertrude Weaver, 116, amerikansk kvinna som var världens äldsta levande person.[222]
- 7 april – Tim Babcock, 95, amerikansk republikansk politiker, Montanas guvernör 1962–1969.[223]
- 7 april – Geoffrey Lewis, 79, amerikansk skådespelare.[224]
- 8 april – Lars Tunbjörk, 59, svensk fotograf.[225][226]
- 8 april – Nan Inger Östman, 92, svensk författare.[227]
- 9 april – Nina Companeez, 77, fransk filmregissör och manusförfattare.[228]
- Exakt datum saknas – Peter Lindgren, 78, finlands-svensk sol-och-vårare.[229]
- 10 april – Raúl Héctor Castro, 98, amerikansk demokratisk politiker och diplomat, Arizonas guvernör 1975–1977.[230]
- 10 april – Judith Malina, 88, amerikansk teaterregissör och skådespelare.[231]
- 10 april – Rose Francine Rogombé, 72, gabonesisk politiker, interimspresident 2009.[232]
- 10 april – Peter Walsh, 80, australisk politiker, finansminister 1984–1990.[233]
- 11 april – Björn Hallerdt, 89, svensk museiman och författare.[234]
- 11 april – Ralph Lédel, 73, svensk kommun- och landstingspolitiker för moderaterna.[235]
- 13 april – Bruce Alger, 96, amerikansk republikansk politiker.[236]
- 13 april – Thelma Coyne Long, 96, australisk tennisspelare.[237]
- 13 april – Eduardo Galeano, 74, uruguayansk författare, debattör och journalist.[238]
- 13 april – Günter Grass, 87, tysk författare och konstnär, nobelpristagare 1999.[239]
- 14 april – Norman H. Bangerter, 82, amerikansk republikansk politiker, Utahs guvernör 1985–1993.[240]
- 14 april – Percy Sledge, 74, amerikansk sångare.[241]
- Exakt datum saknas – Sten Bergman, 72, svensk musiker och kompositör.[242]
- 15 april – Jonathan Crombie, 48, kanadensisk skådespelare.[243]
- 15 april – Lars-Erik Havstad, 93, svensk arkitekt.[244][131]
- 15 april – Gunilla Wolde, 75, svensk barnboksförfattare, tecknare och illustratör.[245]
- 16 april – Bengt Yman, 75, svensk militär.[246]
- 16 april – Jaroslav Holík, 72, tjeckisk (tjeckoslovakisk) professionell ishockeyspelare och tränare.[247]
- 16 april – Oles Buzina, 45, ukrainsk historiker, journalist och politiker.[248]
- 16 april – Stanislav Gross, 45, tjeckisk politiker, premiärminister 2004–2005.[249]
- 16 april – Roland Pålsson, 93, svensk ämbetsman och riksantikvarie.[250][251]
- 16 april – Sven Svensson, 89, svensk journalist.[252]
- 17 april – Ulla Ehrensvärd, 88, svensk konsthistoriker, bibliotekarie och arkivarie med professors namn.[253]
- 17 april – Robert P. Griffin, 91, amerikansk republikansk politiker, senator för Michigan 1966–1979.[254]
- 19 april – Oktay Sinanoğlu, 80, turkisk kemist och molekylärbiolog.[255]
- 19 april – Esa Timonen, 89, finländsk politiker.[256]
- 20 april – Germund Michanek, 89, svensk docent i litteraturhistoria.[257]
- 20 april – Seita Vuorela, 44, finländsk författare och fotograf.[258]
- 24 april – Władysław Bartoszewski, 93, polsk politiker, historiker, journalist och motståndskämpe.[259]
- 24 april – Sid Tepper, 96, amerikansk låtskrivare.[260]
- 25 april – Don Mankiewicz, 93, amerikansk manusförfattare.[261]
- 26 april – Jayne Meadows, 95, amerikansk skådespelare.[262]
- 26 april – Bengt Åberg, 73, svensk konstnär.[263]
- 27 april – Jack Ely, 71, amerikansk sångare och gitarrist (The Kingsmen).[264]
- 27 april – Gene Fullmer, 83, amerikansk proffsboxare.[265]
- 27 april – Andrew Lesnie, 59, australisk filmfotograf.[266]
- 28 april – Marcia Brown, 96, amerikansk barnboksförfattare och illustratör.[267]
- 29 april – Brian Sedgemore, 78, brittisk politiker.[268][269]
- 29 april – Daniel Walker, 92, amerikansk demokratisk politiker, Illinois guvernör 1973–1977.[270]
- 30 april – Lennart Bodström, 87, svensk socialdemokratisk minister, diplomat och fackföreningsman.[271]
- 30 april – Rutger Gunnarsson, 69, svensk basist.[272]
- 30 april – Ben E. King, 76, amerikansk R&B- och soulsångare.[273]
- 30 april – Patachou, 96, fransk vissångerska och skådespelare.[274]
- 30 april – Nigel Terry, 69, brittisk skådespelare.[275]
- 30 april – Hyon Yong Chol, 66, försvarschef i Nordkoreas folkarmé.

## Maj

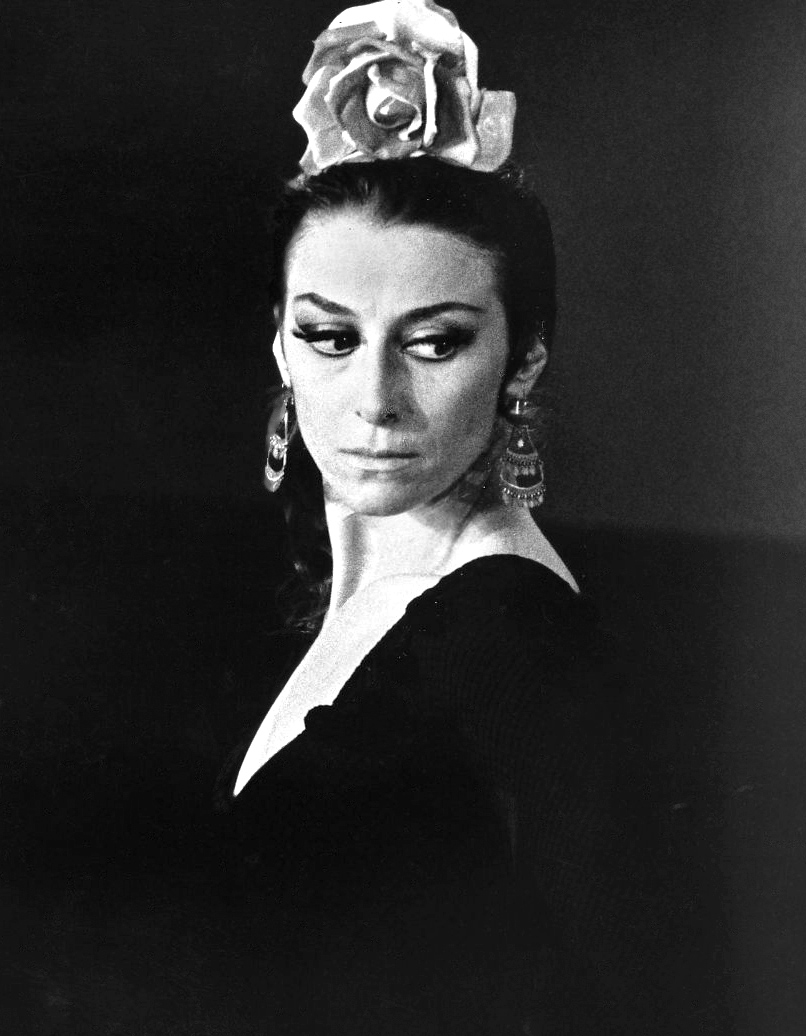
Den ryska ballerinan Maja Plisetskaja avled 2 maj, 89 år gammal.

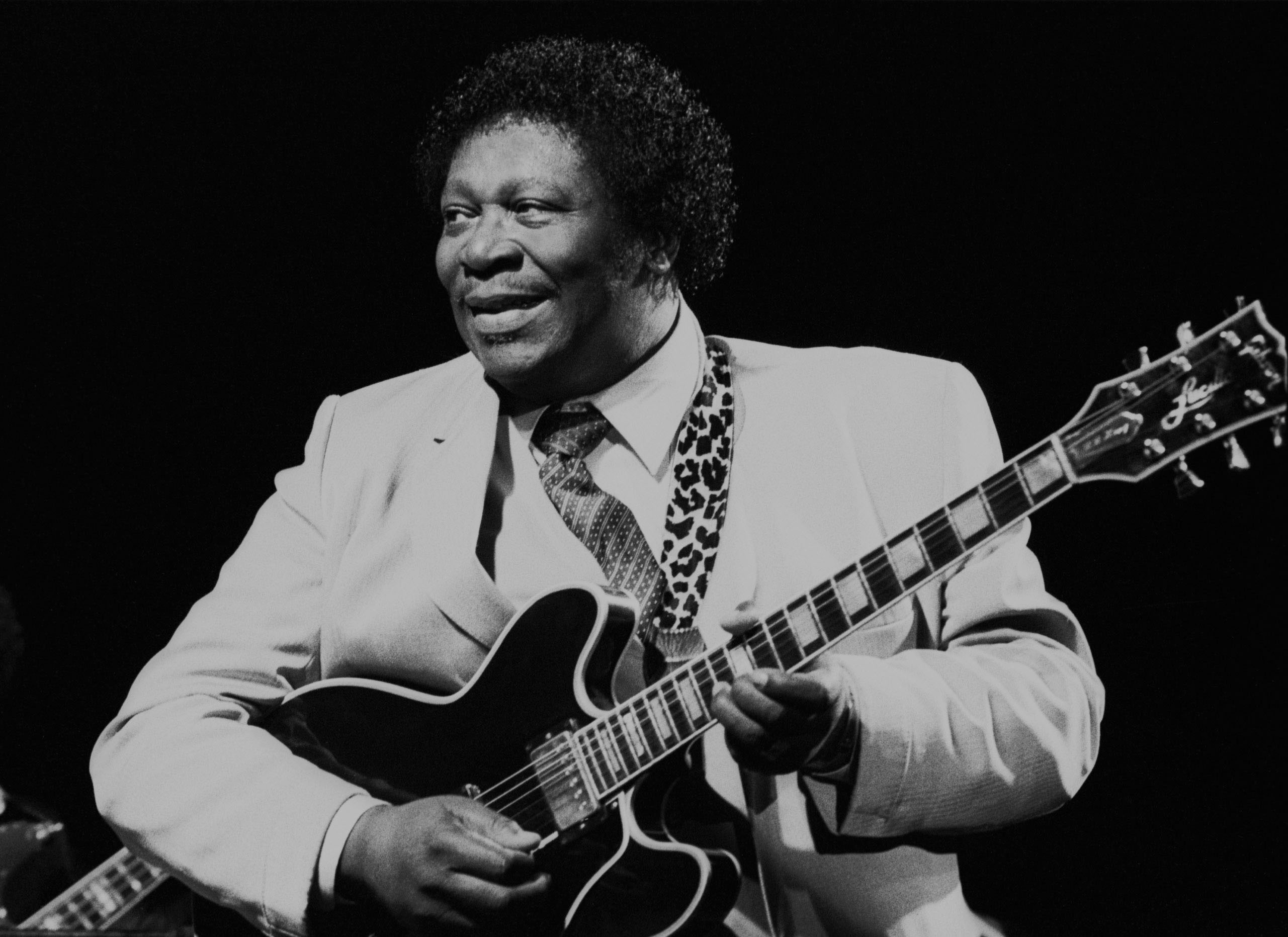
Den amerikanske bluesmusikern B.B. King avled 14 maj, 89 år gammal.

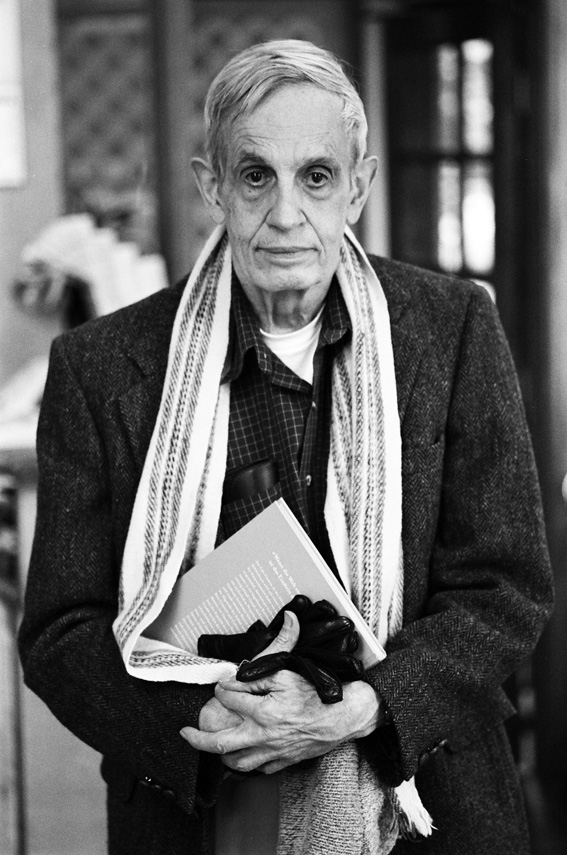
Den amerikanske matematikern och nobelpristagaren John Forbes Nash avled 23 maj, 86 år gammal.

- 1 maj – Geoff Duke, 92, brittisk roadracingförare.[276]
- 1 maj – Grace Lee Whitney, 85, amerikansk skådespelerare (Star Trek).[277]
- 2 maj – Sarah Correa, 22, brasiliansk simmare.[278]
- 2 maj – Maja Plisetskaja, 89, rysk ballerina och koreograf.[279]
- 2 maj – Ruth Rendell, 85, brittisk författare.[280]
- 4 maj – Ellen Albertini Dow, 101, amerikansk skådespelare.[281]
- 6 maj – Olle Agnell, 91, svensk konstnär och grafiker.[282]
- 6 maj – Jim Wright, 92, amerikansk demokratisk politiker, talman i representanthuset 1987–1989.[283]
- 9 maj – Kenan Evren, 97, turkisk militär och politiker, president 1980–1989.[284]
- 9 maj – Elizabeth Wilson, 94, amerikansk skådespelare.[285]
- 10 maj – Chris Burden, 69, amerikansk konstnär och professor.[286]
- 11 maj – Frank Matich, 80, australisk racerförare.[287]
- 14 maj – B.B. King, 89, amerikansk bluessångare och gitarrist.[288]
- 15 maj – Jacob Jensen, 89, dansk industridesigner.[289]
- 15 maj – Didi Petet, 58, indonesisk skådespelare.[290]
- 15 maj – Renzo Zorzi, 68, italiensk racerförare.[291]
- 16 maj – Nelson Doi, 93, amerikansk demokratisk politiker, Hawaiis viceguvernör 1974–1978.[292]
- 16 maj – Leo Honkala, 82, finsk-svensk brottare och förbundskapten.[293][294]
- 18 maj – Halldór Ásgrímsson, 67, isländsk politiker, statsminister 2004–2006.[295]
- 19 maj – Robert S. Wistrich, 70, brittisk-israelisk historiker.[296]
- 20 maj – Harald Eriksson, 93, svensk längdskidåkare.[297]
- 21 maj – Annarita Sidoti, 45, italiensk friidrottare, världsmästare i gång 1997.[298]
- 21 maj – Twinkle, 66, brittisk sångerska.[299]
- 22 maj – Jean-Luc Sassus, 52, fransk fotbollsspelare.[300]
- 23 maj – Anne Meara, 85, amerikansk skådespelare och komiker.[301]
- 23 maj – John Forbes Nash, 86, amerikansk matematiker, nobelpristagare i ekonomi 1994.[302]
- 23 maj – Carl Nesjar, 94, norsk skulptör, målare och grafisk konstnär.[303]
- 23 maj – Johannes Salminen, 89, finländsk författare.[304]
- 23 maj – Liv Marit Wedvik, 45, norsk sångerska.[305]
- 24 maj – Tanith Lee, 67, brittisk fantasy- och science fiction-författare.[306]
- 25 maj – Zjanna Jorkina, 76, rysk-sovjetisk kosmonaut.
- 25 maj – Mary Ellen Mark, 75, amerikansk fotograf.[307]
- 25 maj – John M. Murphy, 88, amerikansk demokratisk politiker.[308]
- 26 maj – Vicente Aranda, 88, spansk filmregissör och manusförfattare.[309]
- 26 maj – Gottfried Diener, 88, schweizisk bobåkare.[310]
- 26 maj – Bo Huldt, 74, svensk historiker och expert inom utrikespolitik.[311]
- 26 maj – Katarina Villner, 73, svensk museitjänsteman och författare.[312]
- Exakt datum saknas – Christer Jansson, 51, svensk musiker.[313]
- 27 maj – Erik Carlsson, 86, svensk rallyförare.[314]
- 27 maj – Nils Christie, 87, norsk sociolog och kriminolog.[315]
- 28 maj – Bertil Cavallin, 81, svensk författare och översättare.[316]
- 28 maj – Hannes Eisler, 91, österrikisk-svensk psykolog med professors namn.[317][318]
- 29 maj – Betsy Palmer, 88, amerikansk skådespelare.[319]
- 29 maj – Henry Carr, 72, amerikansk kortdistanslöpare.[320]
- 29 maj – Doris Hart, 89, amerikansk tennisspelare.[321]
- 30 maj – Ingeborg Mueller Fernlund, 80, svensk redaktör.[322]
- 30 maj – Azmat Rana, 63, pakistansk cricketspelare.[323][324]

## Juni

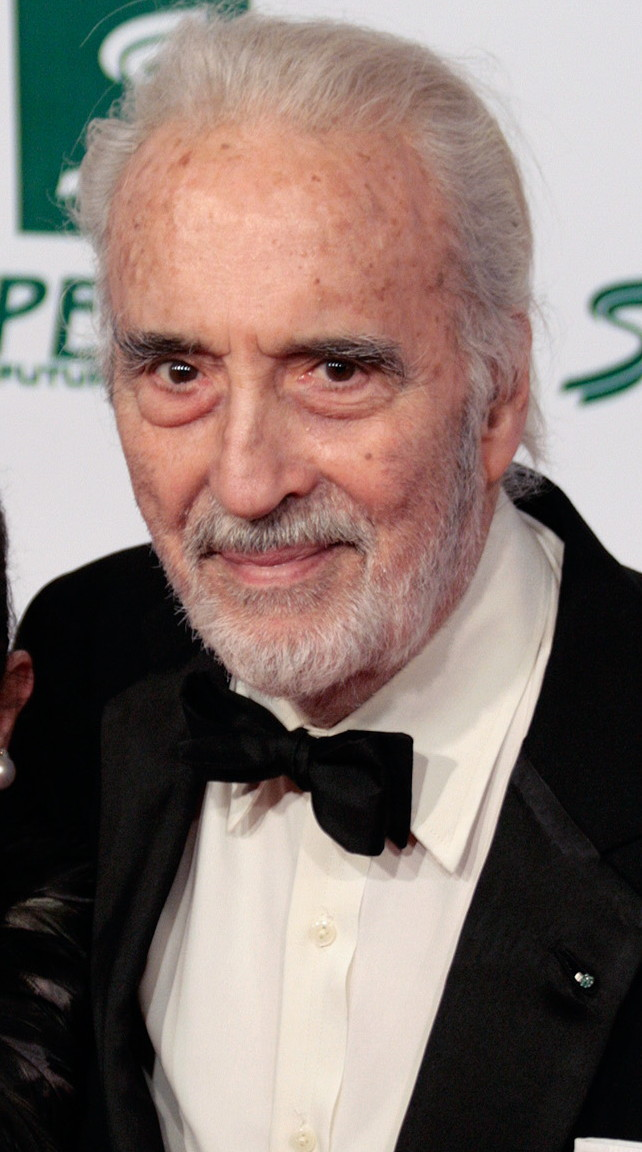
Den brittiske skådespelaren Christopher Lee avled 7 juni, 93 år gammal.

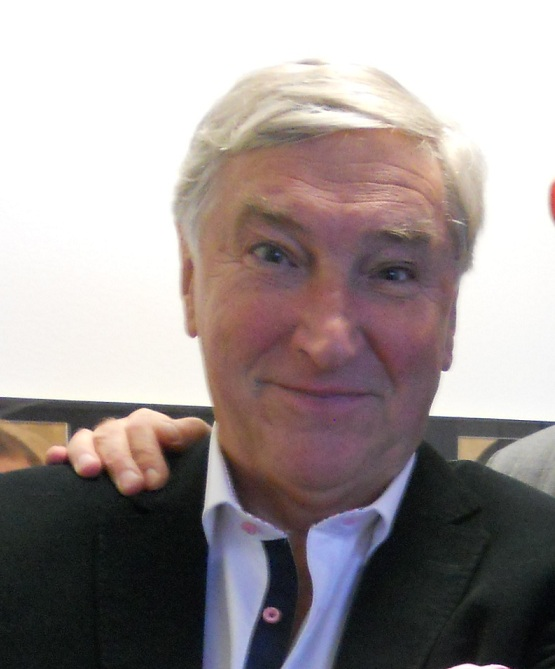
Den svenske skådespelaren, programledaren och komikern Magnus Härenstam avled 13 juni, 73 år gammal.

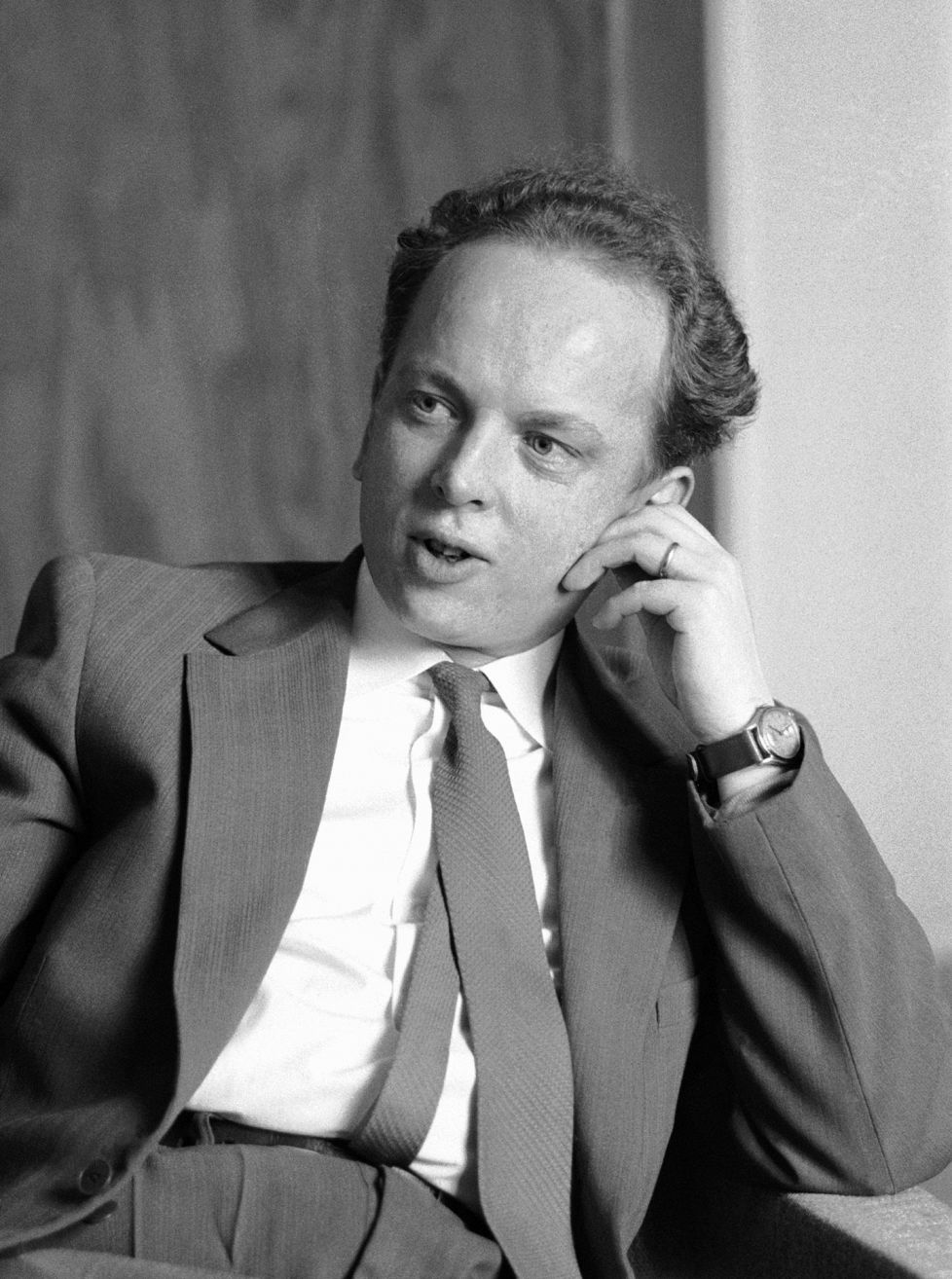
Den finländske författaren Veijo Meri avled 21 juni, 86 år gammal.

- 1 juni – Charles Kennedy, 55, brittisk politiker, partiledare för liberaldemokraterna 1999–2006.[325]
- 1 juni – Nicholas Liverpool, 80, dominikisk politiker, Dominicas president 2003–2012.[326]
- 2 juni – Bijoya Ray, 98, indisk skådespelerska, hustru till Satyajit Ray.[327]
- 2 juni – Irwin Rose, 88, amerikansk biokemist och nobelpristagare (2004).[328]
- 4 juni – Bengt "Fölet" Berndtsson, 82, svensk fotbollsspelare.[329]
- 4 juni – Hermann Zapf, 96, tysk typograf, kalliograf och typsnittsdesigner.[330]
- 5 juni – Tariq Aziz, 79, irakisk politiker, utrikesminister 1983–1991, vice premiärminister 1979–2003.[331]
- 5 juni – Lennart Edberg, 82, svensk TV-personlighet och översättare (Vi i femman).[332]
- 6 juni – Pierre Brice, 86, fransk skådespelare.[333]
- 6 juni – Vincent Bugliosi, 80, amerikansk åklagare och författare.[334]
- 6 juni – Richard Johnson, 87, brittisk skådespelare.[335]
- 6 juni – Sergej Sjarikov, 40, rysk fäktare, olympisk medaljör.[336]
- 6 juni – Ludvík Vaculík, 88, tjeckisk författare.[337]
- 7 juni – Christopher Lee, 93, brittisk skådespelare.[338]
- 8 juni – Laurie Thompson, 77, brittisk universitetslärare och översättare.[339]
- 9 juni – James Last, 86, tysk orkesterledare, kompositör och musikarrangör.[340]
- 9 juni – Fred Anton Maier, 76, norsk skridskoåkare.[341]
- 10 juni – Robert Chartoff, 81, amerikansk filmproducent.[342]
- 11 juni – Arshad Chaudhry, 65, pakistansk landhockeyspelare.[343]
- 11 juni – Ornette Coleman, 85, amerikansk jazzmusiker.[344]
- 11 juni – Ron Moody, 91, brittisk skådespelare.[345]
- 11 juni – Dusty Rhodes, 69, amerikansk fribrottare.[346]
- Exakt datum saknas – Lisa Holm, 17, saknad person, vars försvinnande väckte stor uppmärksamhet.[347][348][349][350][351]
- 12 juni – Nek Chand, 90, indisk skulptör.[352]
- 12 juni – Monica Lewis, 93, amerikansk sångerska och skådespelare.[353]
- 13 juni – Magnus Härenstam, 73, svensk skådespelare, komiker och TV-programledare.[354]
- 13 juni – Lars Kalderén, 87, svensk ämbetsman.[355][356]
- 13 juni – Sven Sjönell, 87, svensk skådespelare, regiassistent och scripta.[357]
- 14 juni – Qiao Shi, 90, kinesisk kommunistisk politiker, tidigare medlem av politbyråns ständiga utskott.[358]
- 14 juni – Zito, 82, brasiliansk fotbollsspelare.[359]
- 15 juni – Linnéa Fjällstedt, 88, svensk författare.[360]
- 15 juni – Zjanna Friske, 40, rysk sångerska och fotomodell.[361]
- 15 juni – Kirk Kerkorian, 98, amerikansk affärsman och miljardär.[362]
- 16 juni – Greg Parks, 48, kanadensisk ishockeyspelare och ishockeytränare.[363]
- 16 juni – Jean Vautrin, 82, fransk filmskapare, författare, manusförfattare och filmkritiker.[364]
- 17 juni – Ron Clarke, 78, australisk medel- och långdistanslöpare och borgmästare.[365]
- 17 juni – Süleyman Demirel, 90, turkisk politiker, president 1993–2000.[366]
- 17 juni – Roberto Marcelo Levingston, 95, argentinsk politiker, president 1970–1971.[367]
- 17 juni – Clementa Pinckney, 41, amerikansk demokratisk politiker och pastor.[368]
- 17 juni – Jeralean Talley, 116, amerikansk kvinna som var världens äldsta levande person.[369]
- 18 juni – Roland Magndahl, 83, svensk officer i Flygvapnet.[370]
- 19 juni – Boo Thorin, 78, en svensk journalist och nyhetsuppläsare.[371]
- 20 juni – Esther Brand, 92, sydafrikansk friidrottare.[372]
- 20 juni – Signe Lund-Aspenström, 93, svensk bildkonstnär och tecknare.[373]
- 21 juni – Veijo Meri, 86, finländsk författare.[374]
- 22 juni – Laura Antonelli, 73, italiensk skådespelare.[375]
- 22 juni – James Horner, 61, amerikansk filmmusikkompositör.[376]
- 22 juni – Inge Ivarson, 97, svensk filmproducent.[377]
- 22 juni – Ljubov Kozyreva, 85, rysk (sovjetisk) längdskidåkare.[378]
- 22 juni – Gabriele Wohmann, 83, tysk författare.[379]
- 23 juni – Harriet Alfons, 92, svensk översättare och förläggare.[380]
- 23 juni – Magali Noël, 83, turkiskfödd fransk skådespelare och sångerska.[381]
- 23 juni – Dick Van Patten, 86, amerikansk skådespelare.[382]
- 25 juni – Olle Montelius, 91, svensk scenograf och tecknare.[383]
- 25 juni – Britt-Inger Dreilick, 91, svensk sångerska.[384]
- 25 juni – Patrick Macnee, 93, brittisk-amerikansk skådespelare.[385]
- 25 juni – Nerses Bedros XIX Tarmouni, 75, egyptisk kyrkoman, den armenisk-katolska kyrkans patriark sedan 1999.[386]
- 26 juni – Lars Leander, 84, svensk företagsledare.[387][388]
- 26 juni – Anette Norberg, 61, svensk regissör och skådespelare.[389]
- 26 juni – Jevgenij Primakov, 85, rysk (tidigare sovjetisk) politiker och diplomat, premiärminister 1998–1999.[390]
- 27 juni – Chris Squire, 67, brittisk rockmusiker, basist i Yes.[391]
- 29 juni – Rabbe Grönblom, 65, finländsk entreprenör, finansman och företagsledare.[392]
- 29 juni – Josef Masopust, 84, tjeckoslovakisk fotbollsspelare och tränare.[393]
- 29 juni – Bruce Rowland, 74, brittisk rocktrummis.[394]
- 30 juni – Leonard Starr, 89, amerikansk serietecknare.[395]

## Juli

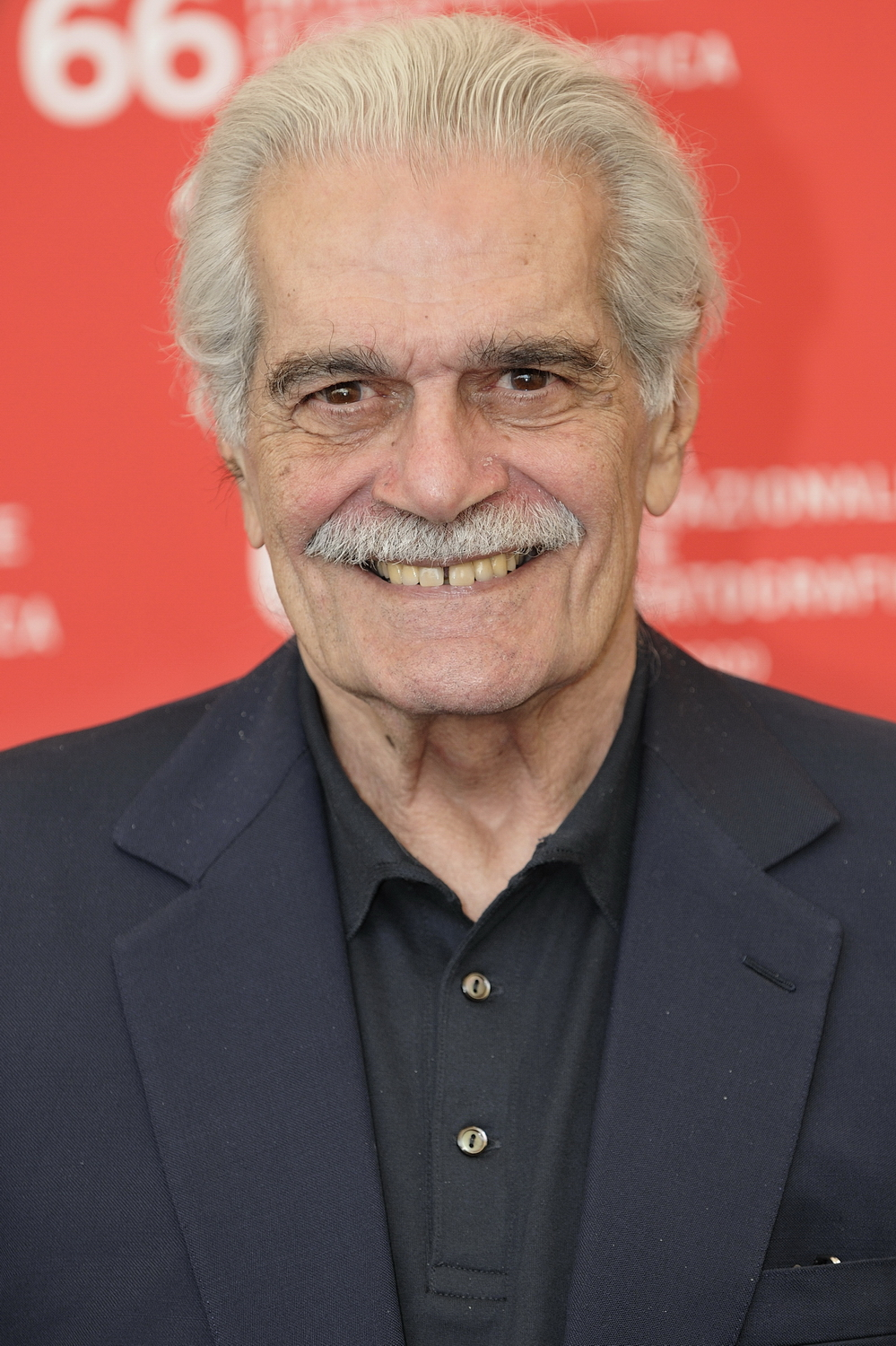
Den egyptiske skådespelaren Omar Sharif avled 10 juli, 83 år gammal.

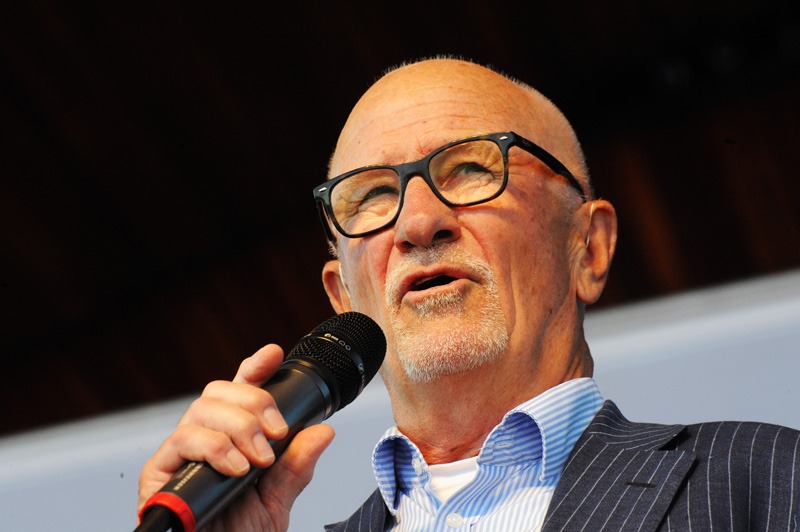
Den svenske programledaren Bosse Larsson avled 12 juli, 81 år gammal.

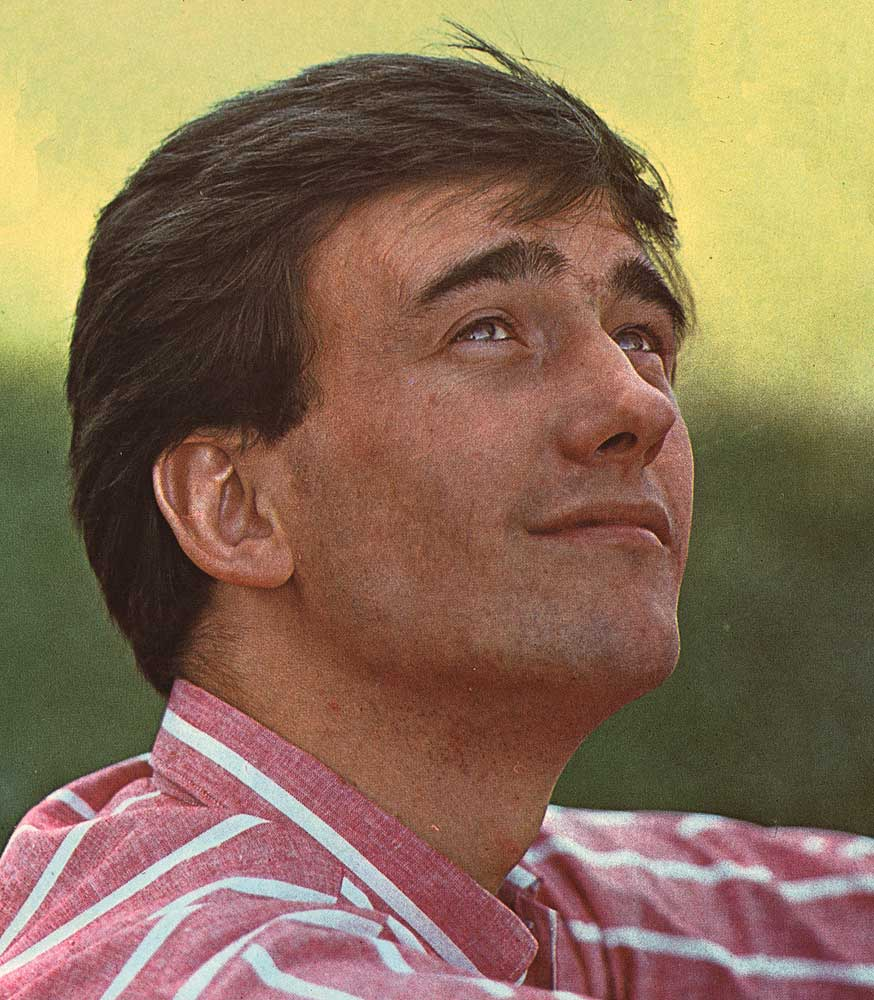
Den svenske musikern, kompositören, och konstnären Robert Broberg avled 21 juli, 75 år gammal.

- 1 juli – Jens S. Jensen, 69, svensk författare och fotograf.[396]
- 1 juli – Nicholas Winton, 106, brittisk man som räddade barn från att hamna i koncentrationsläger under andra världskriget.[397]
- 2 juli – Roy C. Bennett, 97, amerikansk låtskrivare.[398]
- 2 juli – Åke Johanson, 90, svensk skådespelare och journalist.[399]
- 3 juli – Fred Hjelm, 78, svensk skådespelare och regissör.[400]
- 3 juli – Boyd K. Packer, 90, amerikansk ledare inom mormonkyrkan.[401]
- 3 juli – Amanda Peterson, 43, amerikansk skådespelare.[402]
- 4 juli – Per-Gunnar Brissman, 92, svensk militär.[403]
- 5 juli – Sakari Momoi, 112, Japans och världens äldsta levande man
- 5 juli – Yoichiro Nambu, 94, japansk fysiker, nobelpristagare 2008.[404]
- 6 juli – Anders Fallenius, 49, svensk kriminalreporter.[405][406]
- 6 juli – Rolf Nilsson, 84, svensk företagare.[407]
- 6 juli – Jerry Weintraub, 77, amerikansk filmproducent.[408]
- 8 juli – Casimir Ehrnrooth, 84, finländsk företagsledare.[409]
- 8 juli – Andromaqi Gjergji, 87, albansk etnolog.[410]
- 8 juli – Irwin Keyes, 63, amerikansk skådespelare.[411]
- 10 juli – Peter de Klerk, 80, sydafrikansk racerförare.[412]
- 10 juli – Ingmar Lindmarker, 83, svensk journalist och utrikeskorrespondent.[413]
- 10 juli – Roger Rees, 71, brittisk skådespelare.[414]
- 10 juli – Omar Sharif, 83, egyptisk skådespelare.[415]
- 11 juli – Patricia Crone, 70, dansk historiker och islamolog.[416]
- 11 juli – Satoru Iwata, 55, japansk datorspelsutvecklare och entreprenör (Nintendo).[417]
- 11 juli – Douglas Lithborn, 48, svensk moderat politiker.[418]
- 12 juli – Chenjerai Hove, 59, zimbabwisk författare.[419]
- 12 juli – Bosse Larsson, 81, svensk programledare.[420]
- 14 juli – Ildikó Schwarczenberger, 63, ungersk fäktare, olympisk guldmedaljör 1976.[421]
- 15 juli – Wan Li, 98, kinesisk kommunistisk politiker, ordförande i Nationella folkkongressens ständiga utskott 1988–1993.[422]
- 16 juli – Alcides Ghiggia, 88, uruguayansk fotbollsspelare och tränare.[423]
- 17 juli – Jules Bianchi, 25, fransk racerförare.[424]
- 19 juli – Stellan Bojerud, 70, svensk politiker, överstelöjtnant och militärhistoriker.[425]
- 20 juli – Claes-Göran Fagerstedt, 86, svensk jazzpianist.[426]
- 20 juli – Bo "Bosse" Östlin, 63, svensk medlem av Glada Hudik-teatern.[427]
- 21 juli – Theodore Bikel, 91, österrikiskfödd amerikansk skådespelare och sångare.[428]
- 21 juli – Robert Broberg, 75, svensk sångare, artist, kompositör, musiker och konstnär.[429]
- 21 juli – E.L. Doctorow, 84, amerikansk författare.[430]
- 21 juli – Dick Nanninga, 66, nederländsk fotbollsspelare.[431]
- 24 juli – Sören Gunnarsson, 71, svensk politiker.[432]
- 25 juli – Dieter Kühn, 80, tysk författare.[433]
- 26 juli – Bobbi Kristina Brown, 22, amerikansk sångerska och reality-tv-deltagare, dotter till Whitney Houston.[434]
- 26 juli – Ann Rule, 83, amerikansk deckarförfattare.[435]
- 27 juli – Bengt-Urban "Bubbe" Fransson, 46, svensk politiker och journalist.[436]
- 27 juli – Hans Granqvist, 90, svensk journalist, utrikeskorrespondent, författare och översättare.[437]
- 27 juli – Abdul Kalam, 83, indisk politiker, president 2002–2007.[438]
- 28 juli – Edward Natapei, 61, vanuatisk politiker, Vanuatus president 1999 och premiärminister 2001–2004, 2008–2009, 2009–2010 och 2011.[439]
- Exakt datum saknas – Torbjörn Andersson, 73, svensk pressfotograf.[440]
- 30 juli – Lynn Anderson, 67, amerikansk sångerska.[441]
- 31 juli – Richard Schweiker, 89, amerikansk republikansk politiker, hälsominister 1981–1983.[442]

## Augusti

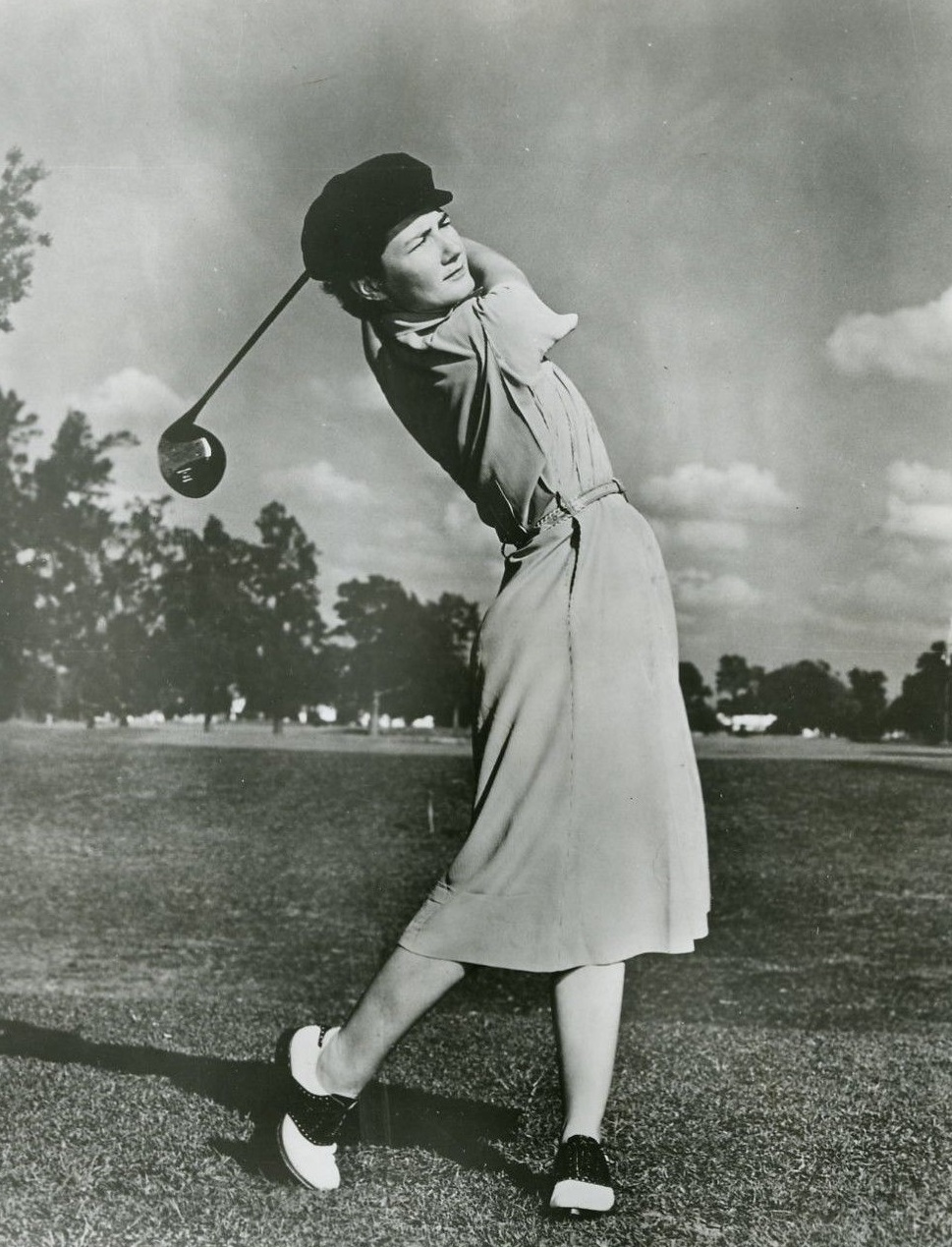
Den amerikanska golfspelaren Louise Suggs avled 6 augusti, 91 år gammal.

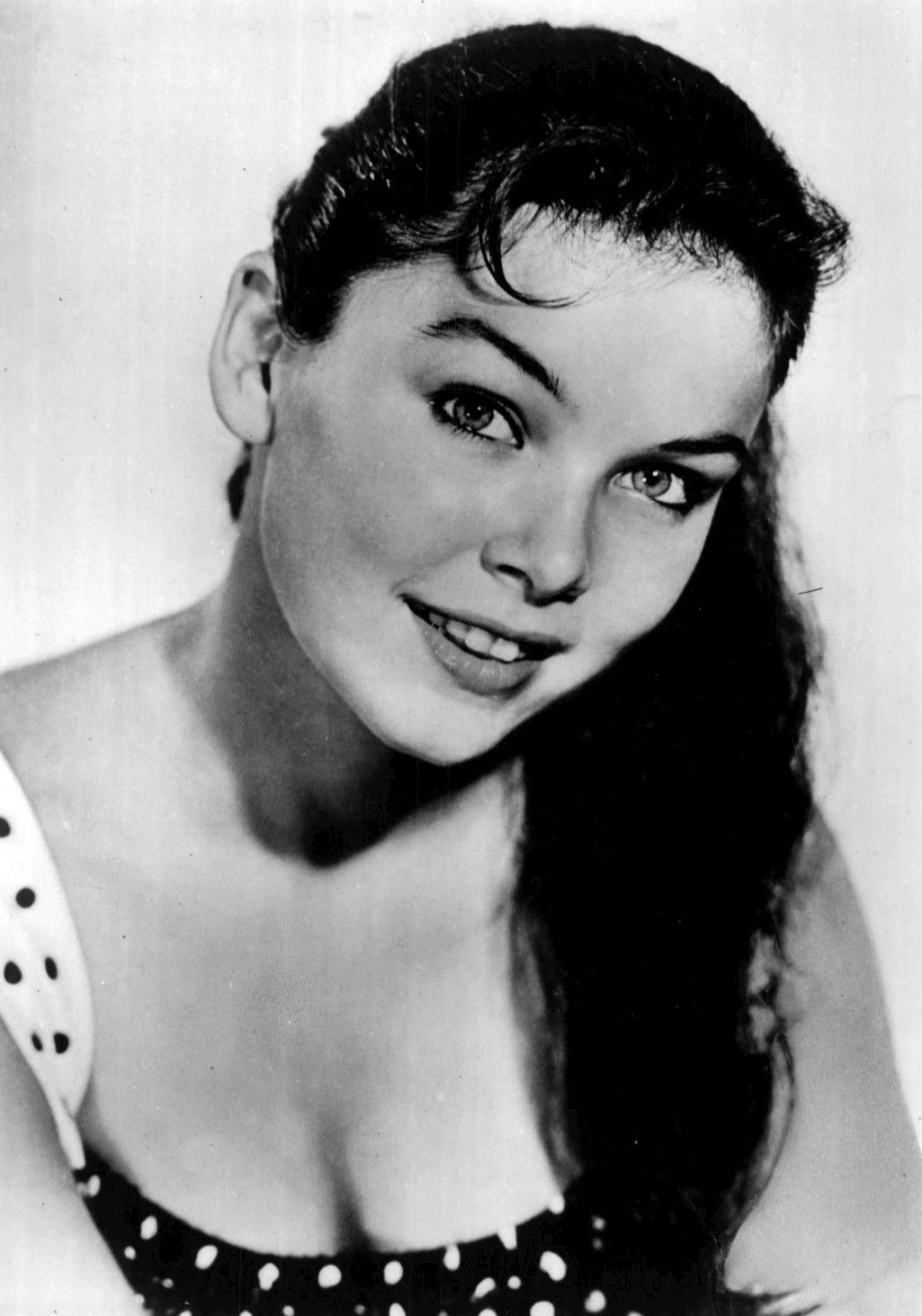
Den amerikanska skådespelaren Yvonne Craig avled 17 augusti, 78 år gammal.

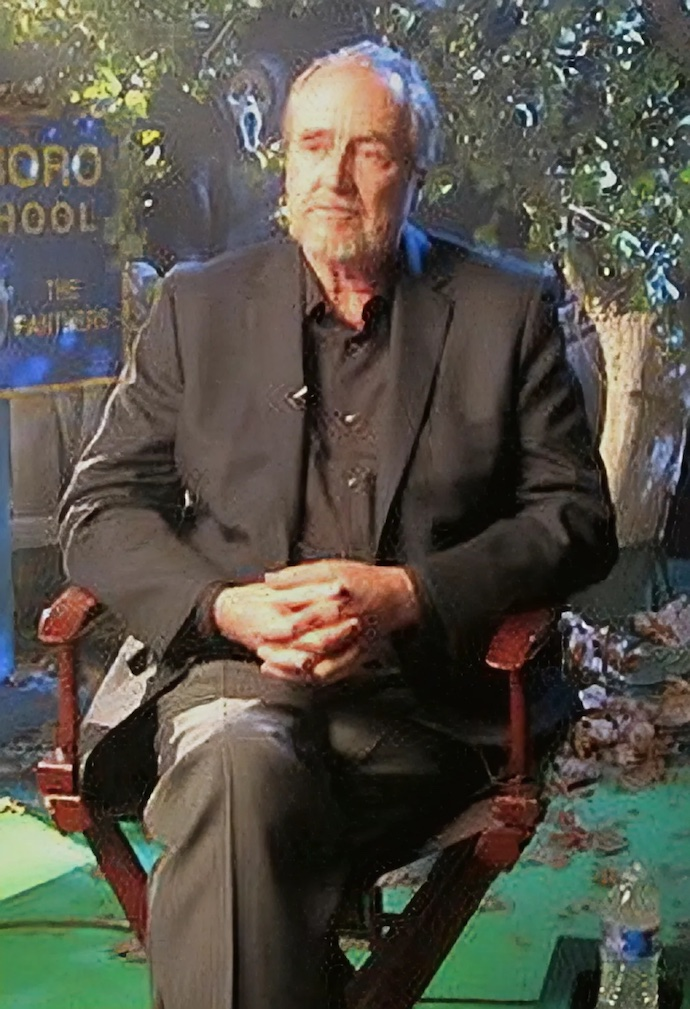
Den amerikanske filmregissören och manusförfattaren Wes Craven avled 30 augusti, 76 år gammal.

- 2 augusti – Cilla Black, 72, brittisk sångerska och programledare.[443]
- 2 augusti – Natalia Molchanova, 53, rysk fridykare (förmodad död).[444][445][446][447][448]
- 3 augusti – Robert Conquest, 98, brittisk historiker, poet och författare.[449]
- 3 augusti – Coleen Gray, 92, amerikansk skådespelare.[450]
- 3 augusti – Johanna Quandt, 89, tysk industriägare och miljardär.[451]
- 4 augusti – Takashi Amano, 61, japansk naturfotograf, designer och akvarist.[452]
- 4 augusti – Billy Sherrill, 78, amerikansk låtskrivare och producent.[453]
- 4 augusti – Calle Örnemark, 81, svensk skulptör och målare.[454]
- 6 augusti – Ulla Lindkvist, 75, svensk orienterare.[455]
- 6 augusti – Louise Suggs, 91, amerikansk professionell golfspelare, grundare av LPGA.[456]
- 7 augusti – Sólveig Anspach, 54, isländsk-fransk filmregissör och manusförfattare.[457]
- 7 augusti – Terrence Evans, 81, amerikansk skådespelare.[458]
- 7 augusti – Frances Oldham Kelsey, 101, kanadensisk farmakolog och läkare.[459]
- 7 augusti – Rolf Carlsten, 88, svensk regissör, artist och skådespelare.[460]
- 8 augusti – Gus Mortson, 90, kanadensisk ishockeyspelare.[461]
- 9 augusti – Jan Lindström, 77, svensk journalist.[462]
- 10 augusti – Buddy Baker, 74, amerikansk racerförare.[463]
- 10 augusti – Endre Czeizel, 80, ungersk fysiker, genetiker, folkhälsoadministratör och professor.[464]
- 11 augusti – Harald Nielsen, 73, dansk fotbollsspelare.[465]
- 11 augusti – Bertil Wiktorsson, 85, svensk filmfotograf.[466]
- 12 augusti – Per Hjort Albertsen, 96, norsk tonsättare och musikpedagog.[467]
- 12 augusti – Jaakko Hintikka, 86, finländsk filosof.[468][469]
- 13 augusti – Bob Fillion, 95, kanadensisk ishockeyspelare.[470]
- 14 augusti – Bob Johnston, 83, amerikansk musikproducent.[471]
- 14 augusti – Karen Stives, 64, amerikansk ryttare.[472]
- 15 augusti – Rafael Chirbes, 66, spansk författare och litteraturkritiker.[473]
- 15 augusti – Manuel Mendívil, 79, mexikansk ryttare.[474]
- 15 augusti – Esat Stavileci, 73, albansk forskare och expert inom vetenskaplig juridik.[475]
- 16 augusti – Jacob Bekenstein, 68, mexikanskfödd amerikansk-israelisk teoretisk fysiker.[476]
- 17 augusti – Yvonne Craig, 78, amerikansk skådespelare.[477]
- 17 augusti – Arsen Dedić, 77, kroatisk sångare, låtskrivare och poet.[478]
- 17 augusti – Eduardo Guerrero, 87, argentinsk roddare.[479]
- 17 augusti – Gerhard Mayer-Vorfelder, 82, tysk fotbollsfunktionär och politiker (CDU).[480]
- 17 augusti – László Paskai, 88, ungersk kardinal i romersk-katolska kyrkan.[481]
- 18 augusti – Louis Stokes, 90, amerikansk demokratisk politiker.[482]
- 18 augusti – Charlotte Weibull, 98, svensk folklivskonstnär och docktillverkare.[483][484]
- 19 augusti – Lars Amble, 76, svensk skådespelare och regissör.[485]
- 20 augusti – Egon Bahr, 93, tysk politiker (SPD) och journalist.[486]
- 22 augusti – Ieng Thirith, 83, kambodjansk röda khmer-politiker.[487]
- 22 augusti – Tatu Vanhanen, 86, finländsk statsvetare och professor.[488]
- 24 augusti – Chico Maki, 76, kanadensisk ishockeyspelare.[489]
- 24 augusti – Justin Wilson, 37, brittisk racerförare.[490]
- 25 augusti – Francis Sejersted, 79, norsk historiker, ordförande för norska nobelkommittén 1991–1999.[491]
- 26 augusti – Gunnar "Kinken" Kinch, 73, svensk rocksångare.[492]
- 26 augusti – Amelia Boynton Robinson, 104, amerikansk medborgarrättsaktivist.[493]
- 27 augusti – Juan Garriga, 52, spansk roadracingförare.[494]
- 27 augusti – Olle Sääw, 87, svensk fotbolls- och bandyspelare.[495]
- 28 augusti – Al Arbour, 82, kanadensisk ishockeyspelare och tränare.[496]
- 29 augusti – Wayne Dyer, 75, amerikansk självhjälpsförfattare och föreläsare.[497]
- 30 augusti – Wes Craven, 76, amerikansk filmregissör, manusförfattare och producent.[498]
- 30 augusti – Marvin Mandel, 95, amerikansk demokratisk politiker, Marylands guvernör 1969–1979.[499]
- 30 augusti – Hugo Rasmussen, 74, dansk kontrabasist (framförallt inom jazz).[500]
- 30 augusti – Oliver Sacks, 82, brittisk-amerikansk neurolog och författare (vars verksamhet inspirerade till filmen Uppvaknanden).[501]
- 31 augusti – Maj Samzelius, 98, svensk författare (Hjältar och monster på himlavalvet).[502]

## September

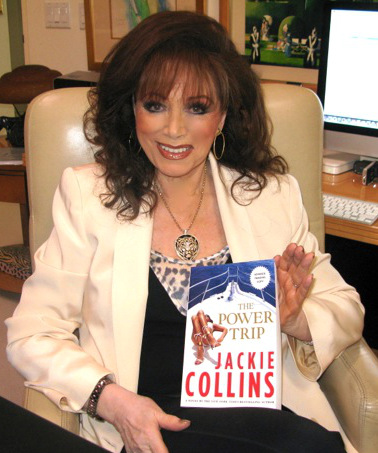
Den brittiska författaren Jackie Collins avled 19 september, 77 år gammal.

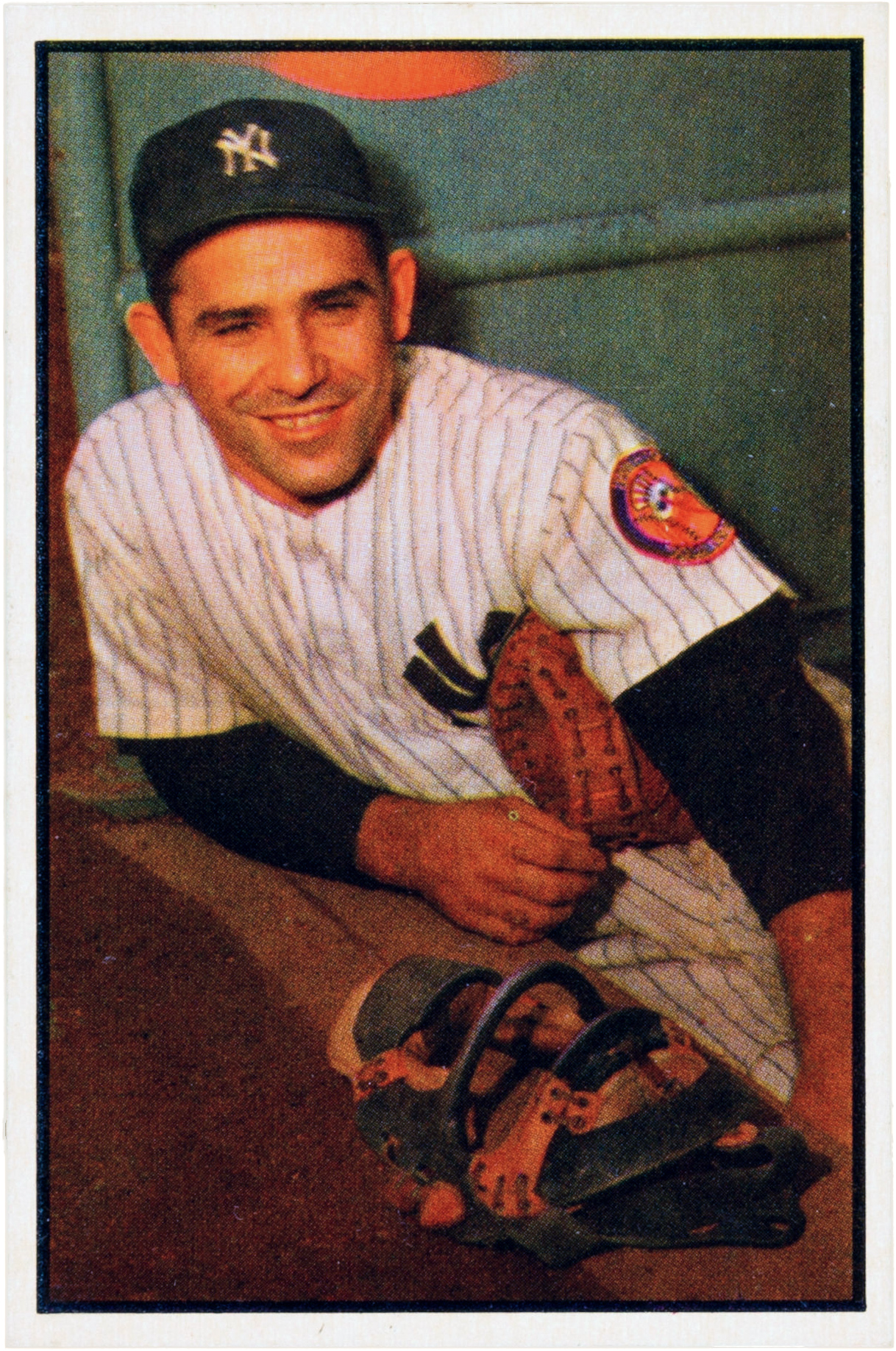
Den amerikanske basebollspelaren och basebolltränaren Yogi Berra avled 22 september, 90 år gammal.

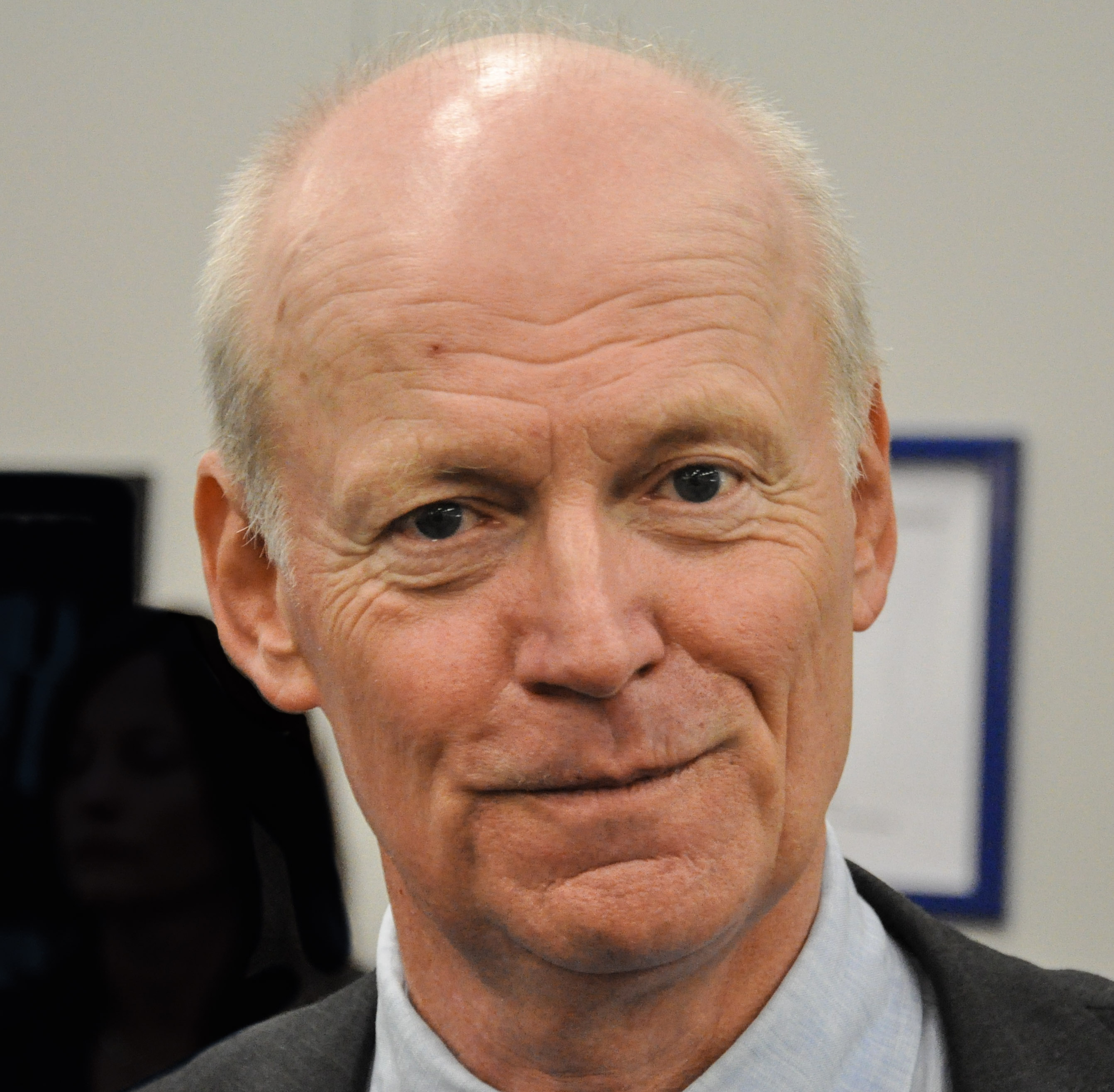
Den svenske författaren och litteraturvetaren Göran Hägg avled 30 september, 68 år gammal.

- 1 september – Dean Jones, 84, amerikansk skådespelare.[503]
- 2 september – Tor Åhman, 82, svensk tv-journalist.[504]
- 4 september – Henrik Cederlöf, 93, finlandssvensk litteraturhistoriker, skolledare och författare.[505]
- 4 september – Chandra Bahadur Dangi, 75, nepalesisk man känd som världens kortaste människa.[506]
- 4 september – Rico Rodriguez, 80, kubanskfödd jamaicansk reggaemusiker.[507]
- 4 september – Egon Sundberg, 104, svensk fotbollsspelare (Sandviken).[508]
- 5 september – Patricia Canning Todd, 93, amerikansk tennisspelare.[509]
- 6 september – Åke Hansson, 88, svensk fotbollsspelare (Malmö FF).[510]
- 6 september – Harald Norbelie, 70, svensk journalist och författare.[511]
- 8 september – Ferenc Kiss, 73, ungersk brottare.[512]
- 8 september – Peeter Luksep, 60, svensk politiker, riksdagsledamot för moderaterna 1991–1994.[513]
- 9 september – Jørgen Sonne, 89, dansk diktare, författare och översättare.[514]
- 10 september – Bengt Nyholm, 85, svensk fotbollsmålvakt (IFK Norrköping).[515]
- 11 september – Göran Kummelstedt, 78, svensk fotbollsspelare (Örebro SK).[516]
- 12 september – Adrian Frutiger, 87, schweizisk grafisk formgivare.[517]
- 12 september – Kalevi Wiik, 83, finländsk professor i fonetik.[518]
- 13 september – Moses Malone, 60, amerikansk basketspelare.[519]
- 14 september – Martin Kearns, 38, brittisk trummis (Bolt Thrower).[520]
- 15 september – Kenneth Milldoff, 68, svensk skådespelare.[521]
- 15 september – Keith Remfry, 67, brittisk judoutövare.[522][523]
- 15 september – Tomas Pontén, 69, svensk skådespelare.[524]
- 17 september – Dettmar Cramer, 90, tysk fotbollstränare.[525]
- 17 september – D. M. Marshman, Jr., 92, amerikansk manusförfattare.[526]
- 17 september – David Willcocks, 95, brittisk kördirigent, organist och kompositör.[527]
- 18 september – Eduardo Bonvallet, 60, chilensk fotbollsspelare, tränare och expertkommentator.[528]
- 18 september – Claes Vogel, 73, svensk underhållare, manusförfattare och jazzmusiker.[529][530]
- 19 september – Jackie Collins, 77, brittisk författare och skådespelare.[531]
- 19 september – Todd Ewen, 49, kanadensisk ishockeyspelare.[532]
- 21 september – Ivan Dvornyj, 63, rysk (sovjetisk) basketspelare.[533]
- 21 september – Vasilij Ilyjin, 66, rysk (sovjetisk) handbollsspelare.[534]
- 22 september – Yogi Berra, 90, amerikansk professionell basebollspelare.[535]
- 22 september – Börje Fornstedt, 89, svensk tennisspelare.[536]
- 22 september – Tonin Tërshana, 66, albansk sångare.[537]
- 25 september – Bo Tovland, 78, svensk ishockeyledare.[538]
- 27 september – John Guillermin, 89, brittisk filmregissör.[539]
- 28 september – Siert Bruins, 94, nederländsk SS-man.[540]
- 28 september – Claudia Bär, 35, tysk kanotist.[541]
- 28 september – Catherine Coulson, 71, amerikansk skådespelare (Twin Peaks).[542]
- 28 september – Alexander Faris, 94, brittisk kompositör och dirigent.[543]
- 28 september – Walter Dale Miller, 89, amerikansk republikansk politiker, South Dakotas guvernör 1993–1995.[544]
- 30 september – Göran Hägg, 68, svensk författare, debattör, kritiker och docent i litteraturvetenskap.[545]

## Oktober

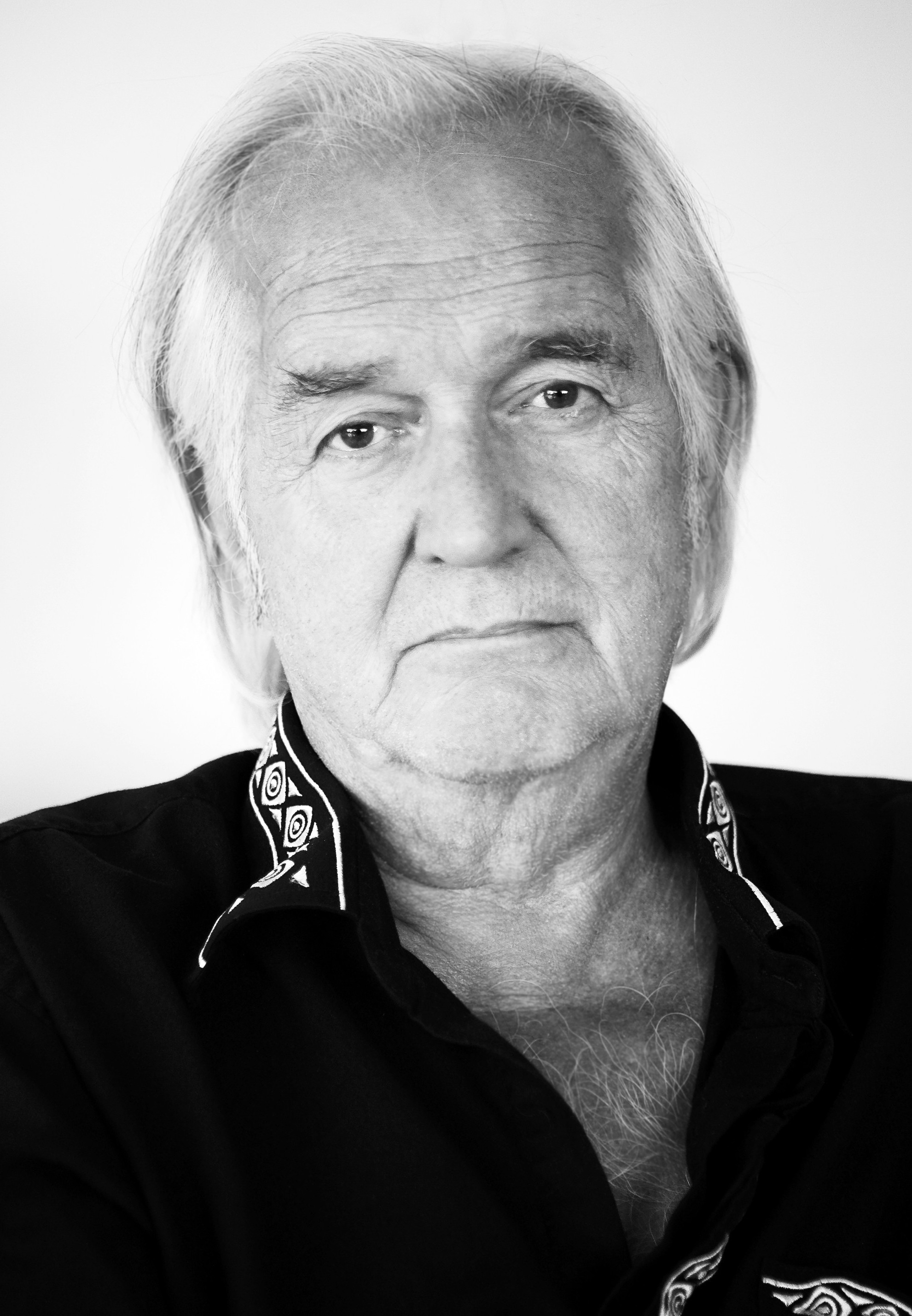
Den svenske författaren och dramatikern Henning Mankell avled 5 oktober, 67 år gammal.

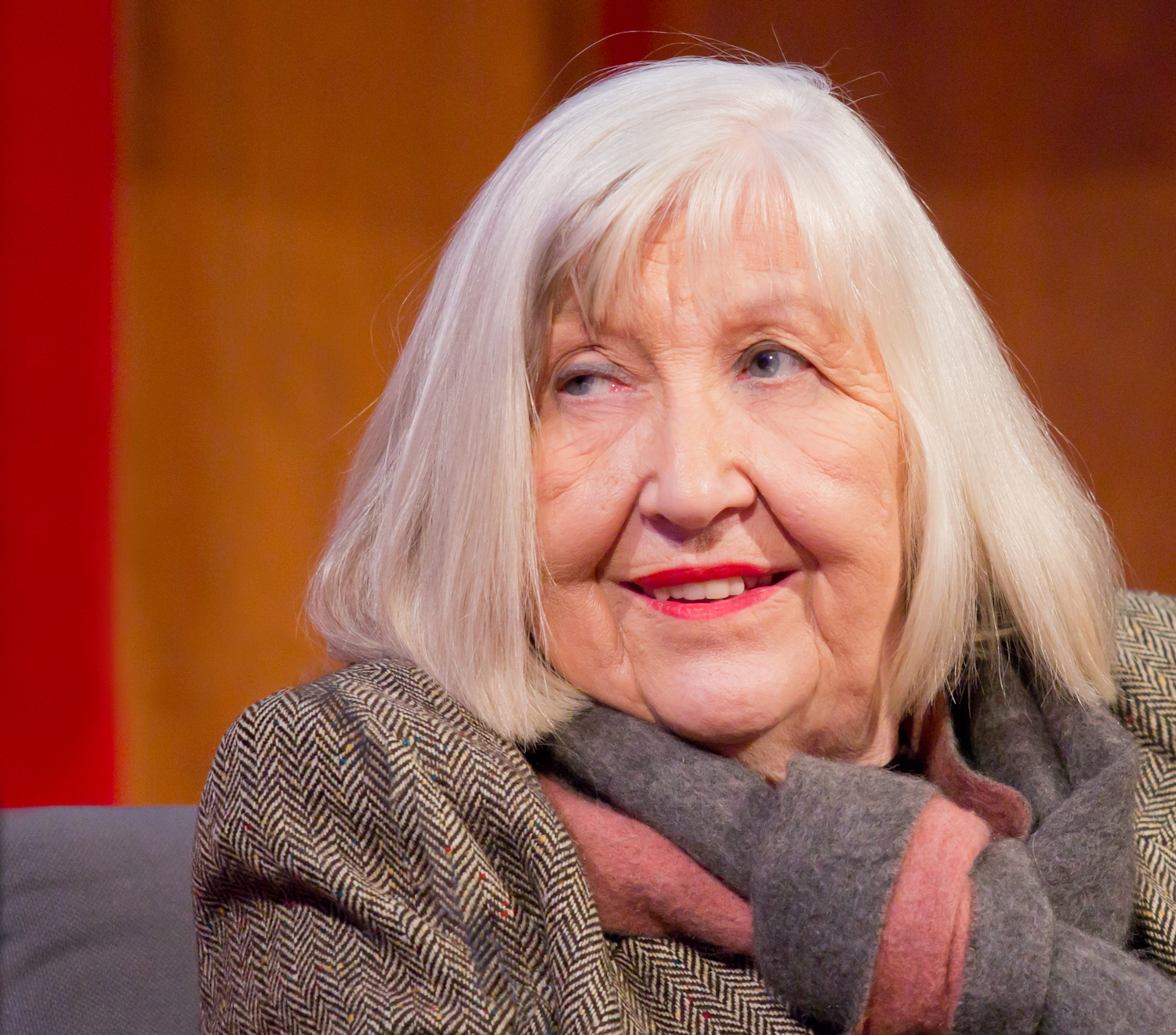
Den tyska fotografen Hilla Becher avled 10 oktober, 81 år gammal.

- 1 oktober – Don Edwards, 100, amerikansk demokratisk politiker.[546]
- 2 oktober – Brian Friel, 86, nordirländsk dramatiker.[547]
- 2 oktober – Göran Lindahl, 90, svensk professor i arkitekturhistoria.[548]
- 3 oktober – Denis Healey, 98, brittisk labourpolitiker, försvarsminister 1964–1970 och finansminister 1974–1979.[549]
- 3 oktober – João Leithardt Neto, 57, brasiliansk fotbollsspelare.[550]
- 3 oktober – Ingemar Lind, 81, svensk professor i matematik, rektor vid Örebro högskola 1990–1999.[551]
- 4 oktober – Tove Fergo, 69, dansk präst och politiker, kyrkominister 2001–2005.[552]
- 4 oktober – Oganes Zanazanjan, 68, armenisk (sovjetisk) fotbollsspelare och tränare.[553]
- 5 oktober – Chantal Akerman, 65, belgisk filmregissör.[554]
- 5 oktober – Inge Knutsson, 67, svensk översättare.[555]
- 5 oktober – Henning Mankell, 67, svensk författare och dramatiker (Kurt Wallander).[556]
- 5 oktober – Jos Vandeloo, 90, belgisk författare och poet.[557]
- 6 oktober – Árpád Göncz, 93, ungersk politiker, president 1990–2000.[558]
- 6 oktober – Billy Joe Royal, 73, amerikansk pop- och countrysångare.[559]
- 7 oktober – Dominique Dropsy, 63, fransk fotbollsspelare.[560]
- 7 oktober – Harry Gallatin, 88, amerikansk basketspelare och tränare.[561]
- 7 oktober – Gail Zappa, 70, amerikansk affärskvinna inom musikbranschen, Frank Zappas hustru 1967–1993.[562]
- 9 oktober – Geoffrey Howe, 88, brittisk konservativ politiker, finansminister 1979–1983 och utrikesminister 1983–1989.[563]
- 9 oktober – Zdravko Zupan, 65, serbisk (jugoslavisk) serieskapare och konsthistoriker.[564]
- 10 oktober – Hilla Becher, 81, tysk fotograf.[565]
- 10 oktober – Richard F. Heck, 84, amerikansk kemist och professor, nobelpristagare 2010.[566]
- 10 oktober – Tord Johansson, 60, svensk företagsledare, grundare av Itab.[567]
- 10 oktober – Manorama, 78, indisk (tamilsk) skådespelare.[568]
- 12 oktober – Lars Ander, 74, svensk företagsledare och tidningsman (koncernchef för NWT).[569]
- 12 oktober – Joan Leslie, 90, amerikansk skådespelerska.[570]
- 14 oktober – Mathieu Kérékou, 82, beninsk politiker, president 1972–1991 och 1996–2006.[571]
- 16 oktober – Michail Burtsev, 59, rysk (sovjetisk) fäktare.[572]
- 17 oktober – Howard Kendall, 69, brittisk fotbollstränare.[573]
- 19 oktober – Ali Treiki, 76 eller 77, libysk politiker, diplomat och tidigare utrikesminister (1976–1982 och 1984–1986).[574]
- 22 oktober – Willem Aantjes, 92, nederländsk politiker och partiledare för ARP och Kristdemokratisk appell.[575]
- 22 oktober – Juan Ferrer, 60, kubansk judoutövare.[576]
- 23 oktober – Roar Johansen, 80, norsk fotbollsspelare.[577]
- 23 oktober – Jimmy Roberts, 75,  kanadensisk professionell ishockeyspelare och ishockeytränare.[578]
- 23 oktober – Nina Södergren, 90, svensk poet och journalist.[579]
- 23 oktober – Ljubov Tiurina, 72, rysk (sovjetisk) volleybollspelare.[580]
- 23 oktober – Ole Wasz-Höckert, 97, finländsk läkare.[581]
- 24 oktober – Maureen O'Hara, 95, irländsk-amerikansk skådespelare.[582]
- 24 oktober – Ellen Rasch, 95, svensk dansare, balettpedagog och skådespelare.[583]
- 24 oktober – Thomas Sunesson, 56, svensk fotbollsspelare (Malmö FF).[584]
- 25 oktober – David Cesarani, 58, brittisk historiker, specialiserad på judisk historia och Förintelsen.[585]
- 26 oktober – Willis Carto, 89, amerikansk högerpopulist och förintelseförnekare.[586]
- 27 oktober – Betsy Drake, 92, amerikansk skådespelerska.[587]
- 29 oktober – Carl Szabad, 68, svensk redaktör vid Riksarkivet (Sveriges dödbok).
- 30 oktober – Al Molinaro, 96, amerikansk skådespelare (Gänget och jag).[588]
- 31 oktober – Ants Antson, 76, estnisk skridskoåkare (tävlade för Sovjetunionen).[589]

## November

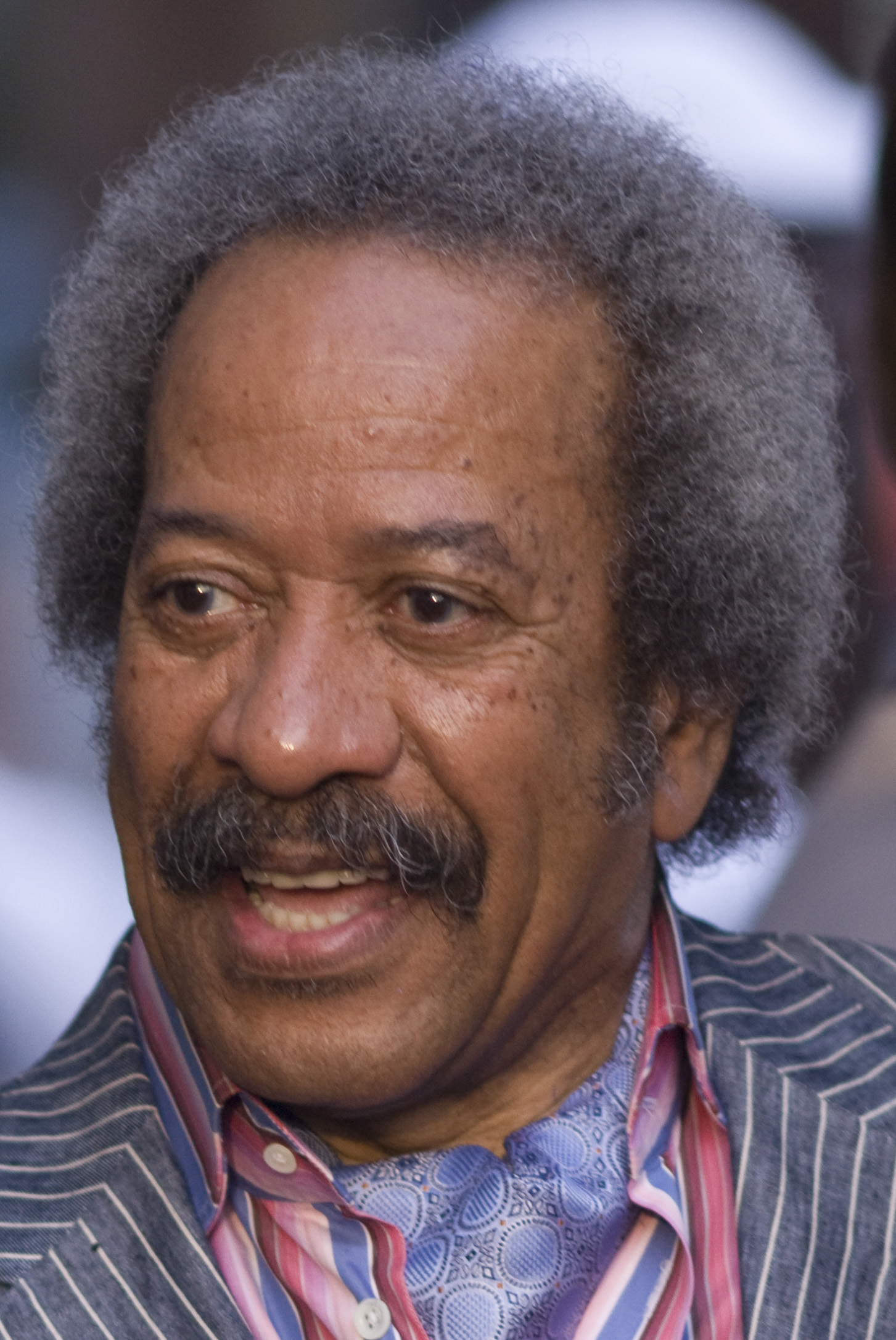
Den amerikanske musikern, låtskrivaren och musikproducenten Allen Toussaint avled 10 november, 77 år gammal.

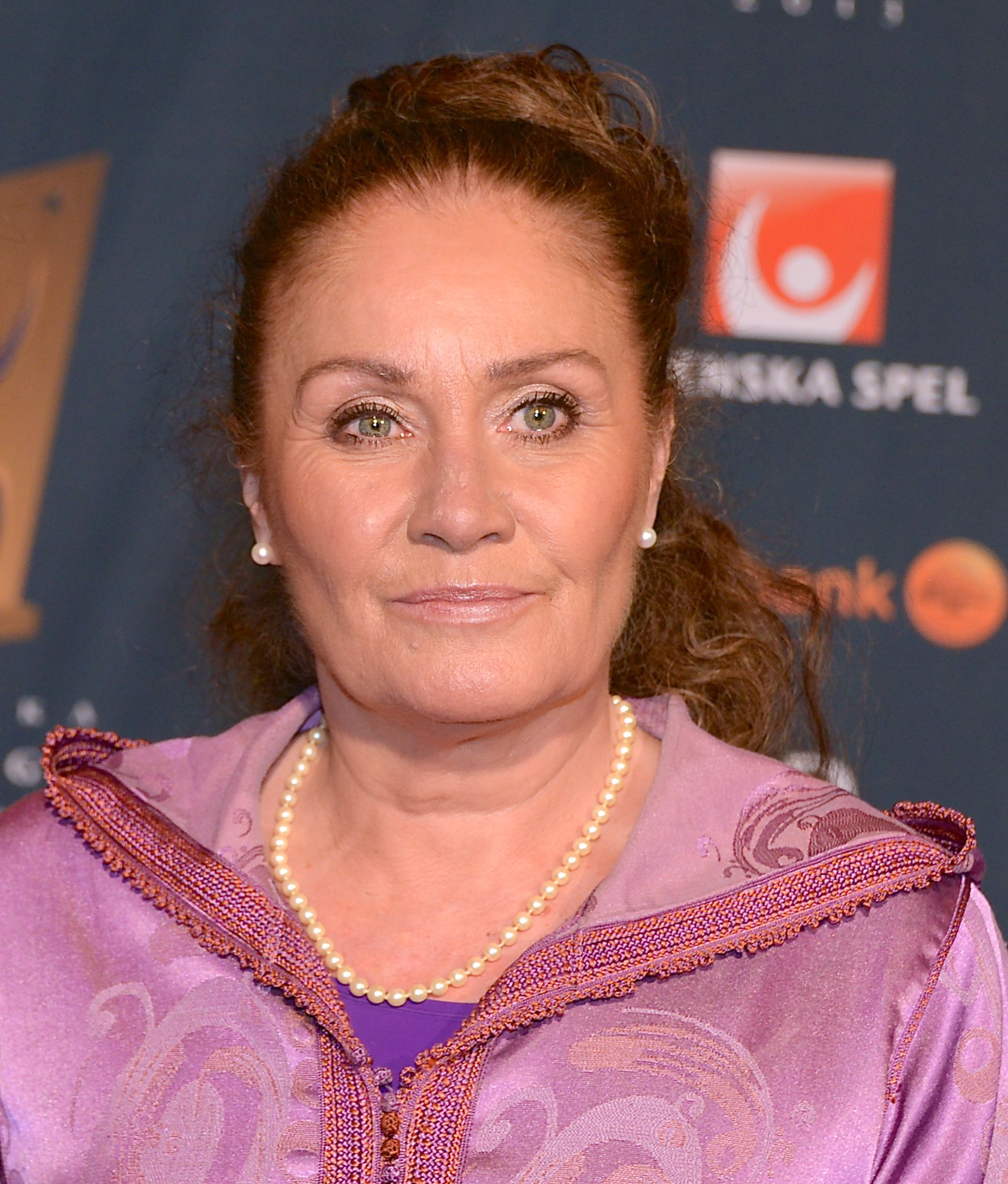
Den svenska friidrottaren Linda Haglund avled 21 november, 59 år gammal.

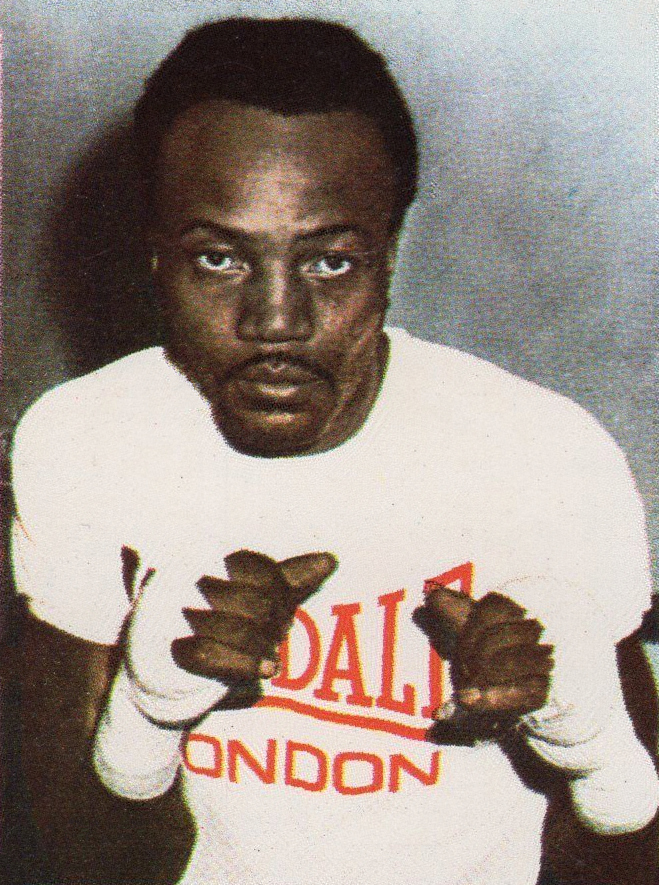
Den amerikanske boxaren Bob Foster avled 21 november, 76 år gammal.

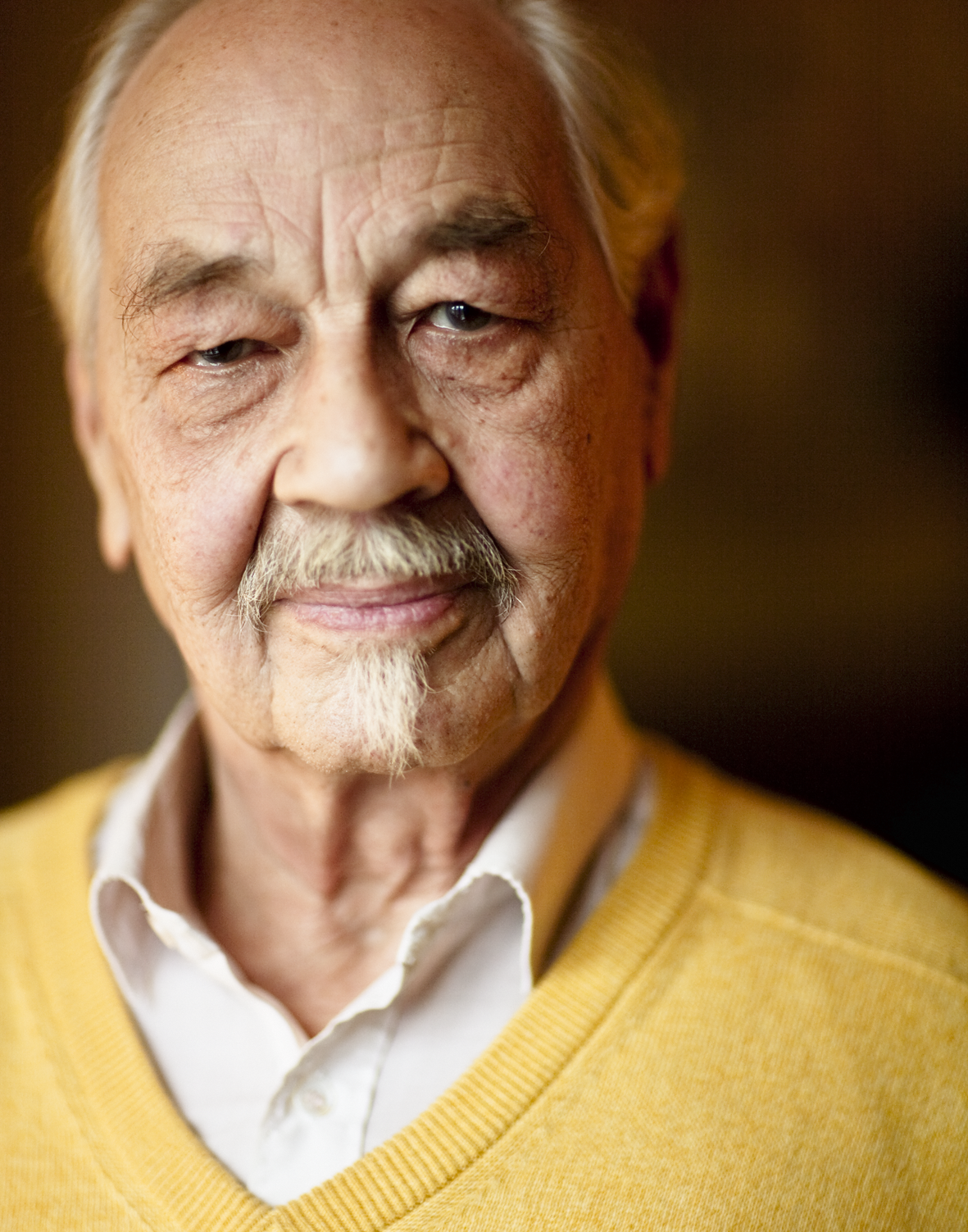
Den svenske författaren Lennart Hellsing avled 25 november, 96 år gammal.

- 1 november – Leif Furhammar, 78, svensk filmvetare, filmkritiker och författare.[590]
- 1 november – Günter Schabowski, 86, funktionär i det östtyska socialistiska enhetspartiet.[591]
- 1 november – Fred Thompson, 73, amerikansk republikansk politiker, advokat och skådespelare.[592]
- 2 november – Christopher Duggan, 57, brittisk historiker.[593]
- 2 november – Miroslav Poljak, 71, kroatisk (jugoslavisk) vattenpolospelare.[594]
- 2 november – Colin Welland, 81, brittisk skådespelare och manusförfattare.[595]
- 3 november – Ahmed Chalabi, 71, irakisk politiker.[596]
- 3 november – Howard Coble, 84, amerikansk republikansk representanthusledamot.[597]
- 3 november – Csaba Fenyvesi, 72, ungersk fäktare, olympisk mästare.[598]
- 4 november – René Girard, 91, fransk-amerikansk historiker, litteraturvetare och filosof.[599]
- 4 november – Veikko Heinonen, 81, finländsk backhoppare och bobollspelare.[600]
- 4 november – Melissa Mathison, 65, amerikansk manusförfattare (E.T. the Extra-Terrestrial).[601]
- 5 november – George Barris, 89, amerikansk bilbyggare och designer.[602]
- 5 november – Nora Brockstedt, 92, norsk sångerska.[603]
- 5 november – Hans Mommsen, 85, tysk vänsterorienterad historiker, framförallt specialiserad på nazismen och andra världskriget.[604]
- 5 november – Kjell Öhman, 72, svensk musiker och kapellmästare (Allsång på Skansen).[605]
- 6 november – Yitzhak Navon, 94, israelisk politiker, president 1978–1983.[606]
- 7 november – Carl-Åke Eriksson, 80, svensk skådespelare.[607]
- 7 november – Gunnar Hansen, 68, isländskfödd amerikansk skådespelare.[608]
- 9 november – Ernst Fuchs, 85, österrikisk bildkonstnär, arkitekt, grafiker och musiker.[609]
- 9 november – Andy White, 85, brittisk trummis.[610]
- 10 november – Gene Amdahl, 92, amerikansk datorforskare, it-arkitekt och entreprenör.[611]
- 10 november – David Atlas, 91, amerikansk meteorolog.[612]
- 10 november – Robert Craft, 92, amerikansk dirigent, musikolog och författare.[613]
- 10 november – André Glucksmann, 78, fransk filosof och skribent.[614]
- 10 november – Helmut Schmidt, 96, tysk socialdemokratisk politiker, västtysk förbundskansler 1974–1982.[615]
- 10 november – Allen Toussaint, 77, amerikansk pianist och låtskrivare.[616]
- 11 november – Tage Skou-Hansen, 90, dansk författare.[617][618]
- 11 november – Phil Taylor, 61, brittisk trumslagare (Motörhead).[619]
- 15 november – Saeed Jaffrey, 86, indiskfödd brittisk skådespelare.[620]
- 15 november – Guo Jie, 103, kinesisk diskuskastare.[621]
- 15 november – Vincent Margera, 59, amerikansk TV-personlighet.[622]
- 16 november – Bert Olmstead, 89, kanadensisk ishockeyspelare och ishockeytränare.[623]
- 18 november – Sven-Olof Eliasson, 82, svensk operasångare.[624]
- 18 november – Jonah Lomu, 40, nyzeeländsk rugbyspelare.[625]
- 18 november – Mal Whitfield, 91, amerikansk friidrottare.[626]
- 19 november – Allen E. Ertel, 78, amerikansk demokratisk politiker.[627]
- 20 november – Keith Michell, 88, australisk skådespelare.[628]
- 21 november – Makhdoom Amin Fahim, 76, pakistansk politiker, partiledare för Pakistanska Folkpartiets parlamentariker.[629]
- 21 november – Bob Foster, 76, amerikansk proffsboxare.[630]
- 21 november – Linda Haglund, 59, svensk friidrottare.[631]
- 21 november – Evert Sandin, 83, svensk spelman och sångare.[632]
- 22 november – Ingeborg Sjöqvist, 103, svensk simhoppare.[633]
- 22 november – Kim Young-sam, 87, sydkoreansk president 1993–1998.[634]
- 23 november – Douglass North, 95, amerikansk nationalekonom, nobelpristagare 1993.[635]
- 23 november – Cynthia Robinson, 71, amerikansk musiker (Sly and the Family Stone).[636]
- 23 november – Bengt-Arne Wallin, 89, svensk jazzmusiker och kompositör.[637]
- 25 november – Olof Dackenberg, 92, svensk militär.[638]
- 25 november – Lennart Hellsing, 96, svensk författare, litteraturkritiker och översättare.[639]
- 25 november – Gunilla Wallin, 77, svensk operasångerska.[640]
- 27 november – Barbro Hiort af Ornäs, 94, svensk skådespelare.[641]
- 28 november – Brita Billsten, 88, svensk skådespelerska.[642]
- 28 november – Gerry Byrne, 77, brittisk (engelsk) fotbollsspelare.[643]
- 28 november – Olene Walker, 85, amerikansk republikansk politiker, guvernör i Utah 2003–2005.[644]
- 29 november – Claire Aho, 90, finländsk fotograf.[645]
- 30 november – Minas Hatzisavvas, 67, grekisk skådespelare.[646]
- 30 november – Fatima Mernissi, 75, marockansk sociolog, historiker och feminist.[647]
- 30 november – Eldar Rjazanov, 88, sovjetisk/rysk filmregissör och manusförfattare.[648]

## December

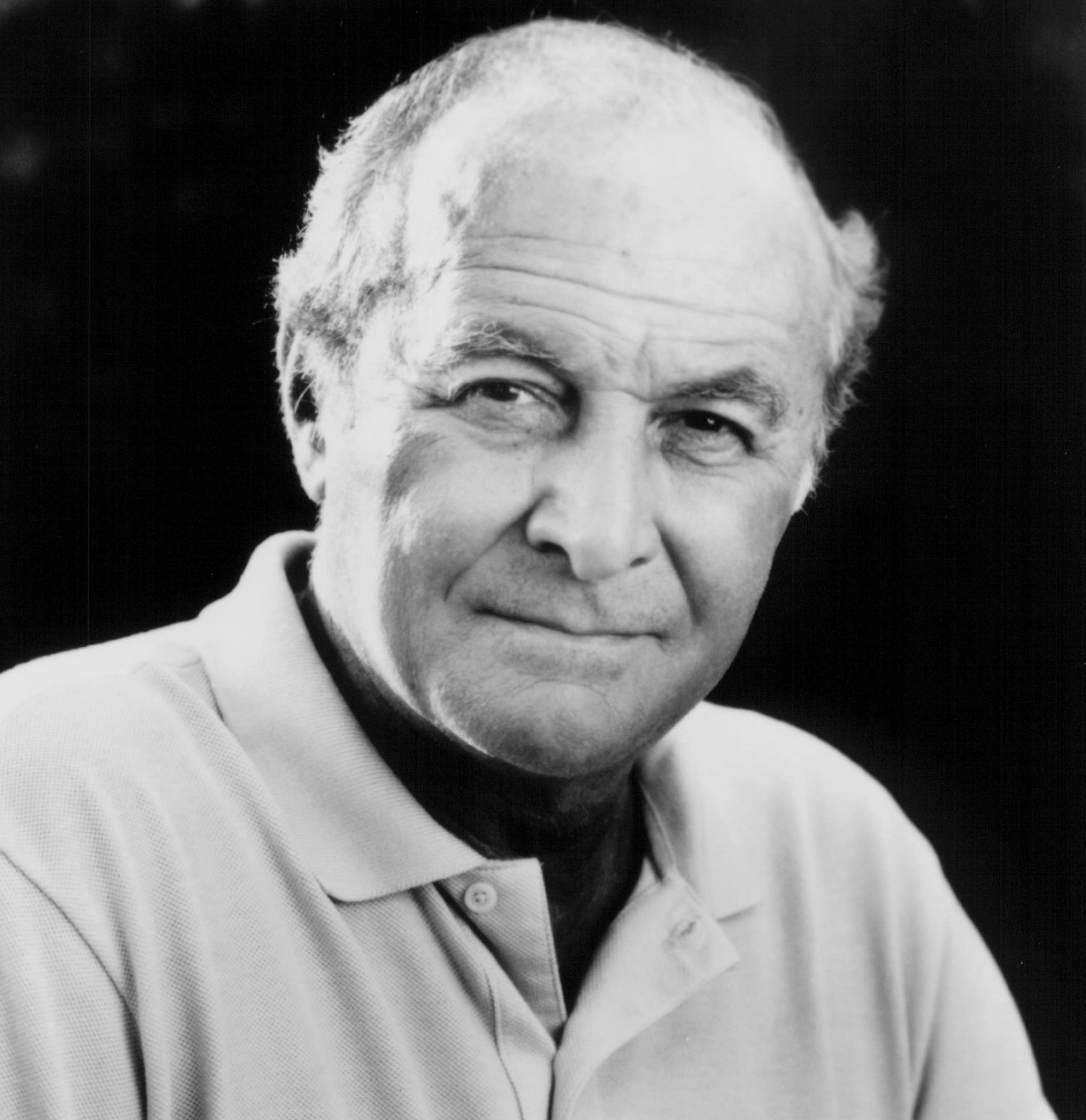
Den amerikanske skådespelaren Robert Loggia avled 4 december, 85 år gammal.

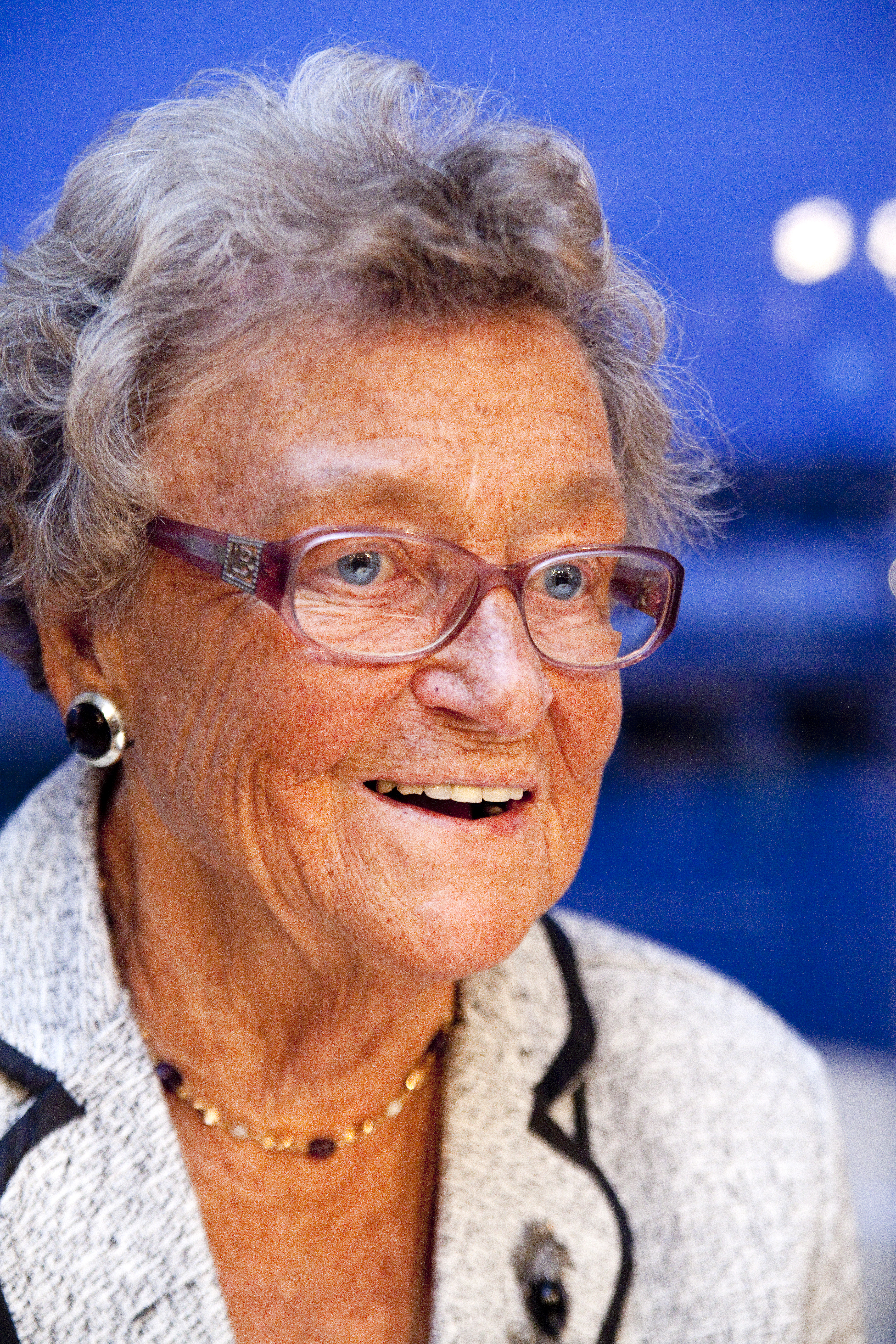
Den svenska politikern Karin Söder avled 19 december, 87 år gammal.

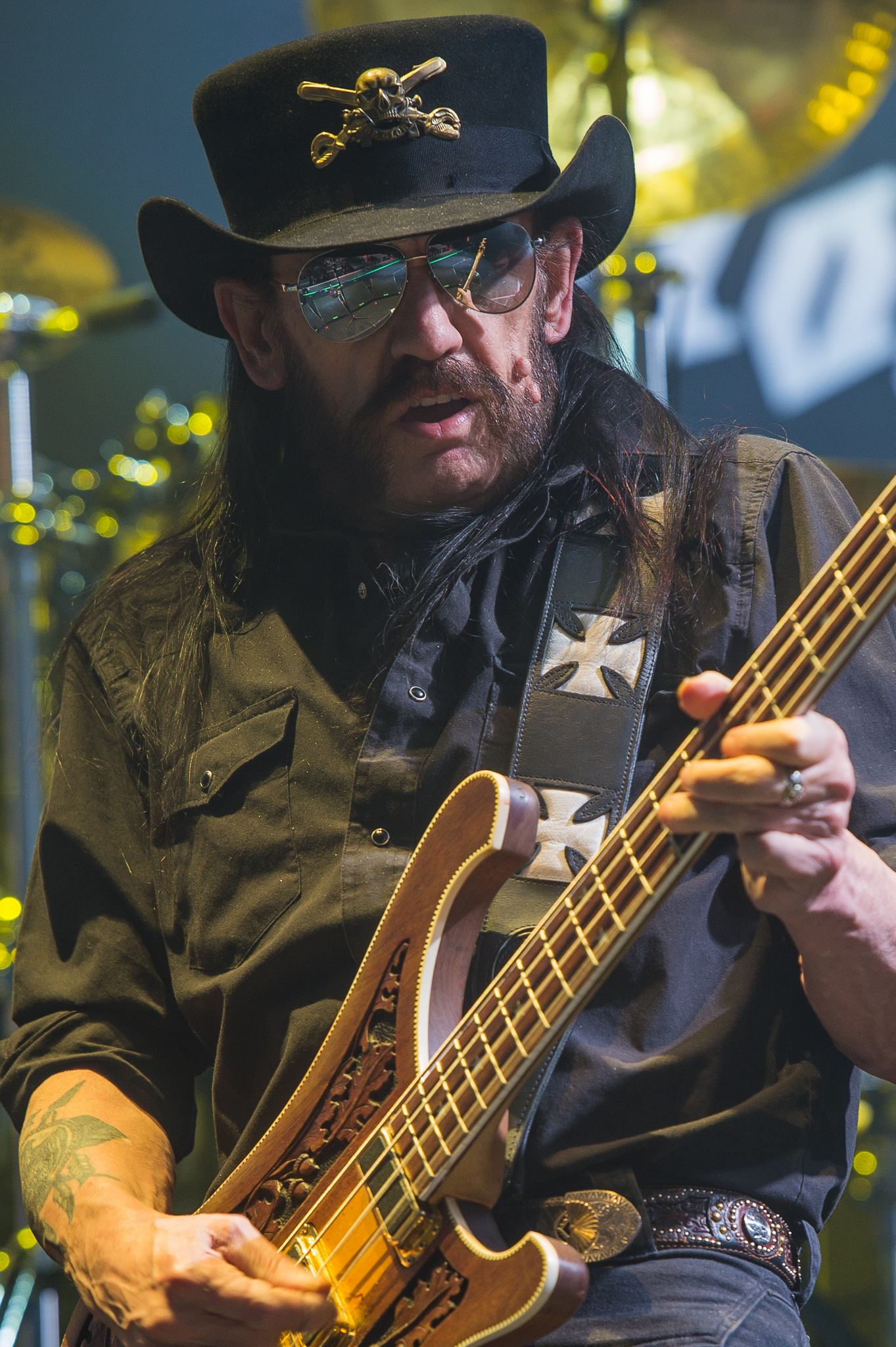
Den brittiske musikern och sångaren Lemmy Kilmister avled 28 december, 70 år gammal.

- 1 december – Edwar al-Kharrat, 89,  egyptisk romanförfattare och kritiker.[649]
- 2 december – Gabriele Ferzetti, 90, italiensk skådespelare (I hennes majestäts hemliga tjänst).[650]
- 2 december – Ferenc Juhász, 87, ungersk poet.[651]
- 2 december – Ernst Larsen, 89, norsk friidrottare.[652]
- 3 december – Scott Weiland, 48, amerikansk musiker, sångare och låtskrivare.[653]
- 4 december – Bengt Schuback, 87, svensk militär.[654]
- 4 december – Robert Loggia, 85, amerikansk skådespelare.[655]
- 5 december – William McIlvanney, 79, brittisk (skotsk) författare.[656]
- 5 december – Siddhi Savetsila, 96, thailändsk politiker.[657]
- 7 december – Shirley Stelfox, 74, brittisk skådespelare (Skenet bedrar).[658]
- 7 december – Peter Westbury, 77, brittisk racerförare.[659]
- 8 december – Mattiwilda Dobbs, 90, amerikansk operasångerska.[660]
- 8 december – Jokelyn Tienstra, 45, nederländsk handbollsmålvakt.[661]
- 9 december – Gheorghe Gruia, 75, rumänsk handbollsspelare.[662]
- 9 december – Akiyuki Nosaka, 85, japansk författare, sångare och parlamentariker.[663]
- 12 december – Gösta Gärdin, 92, svensk utövare av modern femkamp och idrottsledare.[664]
- 13 december – Benedict Anderson, 79, irländsk-amerikansk socialantropolog och statsvetare.[665]
- 14 december – Lennart Rosell, 89, svensk arkivarie.[403]
- 14 december – Vadim Tysjtjenko, 52, sovjetisk-ukrainsk fotbollsspelare.[666]
- 15 december – Licio Gelli, 96, italiensk finansman.[667]
- 15 december – Vivian Strömqvist, 71, svensk kristen sångare och sångförfattare.[668]
- 16 december – Peter Dickinson, 88, brittisk författare.[669]
- 19 december – Douglas Dick, 95, amerikansk skådespelare.[670]
- 19 december – Kurt Masur, 88, tysk dirigent.[671]
- 19 december – Karin Söder, 87, svensk politiker, Centerpartiets första kvinnliga ordförande och Sveriges första kvinnliga utrikesminister.[672]
- 20 december – Alain Jouffroy, 87, fransk poet och konstnär.[673]
- 21 december – Vilgot Larsson, 83, svensk ishockeyspelare.[674]
- 22 december – Peter Lundblad, 65, svensk artist och musiker.[675]
- 23 december – Alfred G. Gilman, 74, amerikansk biokemist, nobelpristagare i medicin eller fysiologi 1994.[676]
- 23 december – Zemya Hamilton, 50, svensk artist.[677]
- 23 december – Bülend Ulusu, 92, turkisk politiker, premiärminister 1980–1983.[678]
- 24 december – Turid Birkeland, 53, norsk politiker, kulturminister 1996–1997.[679]
- 24 december – Herman Schück, 90, svensk medeltidshistoriker.[680]
- 24 december – Caterina Pascual Söderbaum, 53, spansk-svensk översättare, tolk och författare.[681]
- 25 december – Jim Carlton, 80, australisk politiker.[682]
- 25 december – George Clayton Johnson, 86, amerikansk manusförfattare.[683]
- 25 december – Jason Wingreen, 95, amerikansk skådespelare.[684]
- 26 december – Claes Bäckström, 88, svensk konstnär och författare.[685]
- 26 december – Sten Wickbom, 84, svensk politiker, justitieminister 1983–1987.[686]
- 27 december – Stein Eriksen, 88, norsk alpin skidåkare.[687]
- 27 december – Ellsworth Kelly, 92, amerikansk konstnär (målare).[688]
- 27 december – Stig Lundquist, 93, svensk elektrotekniker.[689]
- 27 december – Haskell Wexler, 93, amerikansk filmfotograf och filmregissör.[690]
- 28 december – Guru Josh, 51, brittisk housemusiker.[691]
- 28 december – Lemmy Kilmister, 70, brittisk musiker, frontman i Motörhead.[692]
- 28 december – Ian Murdock, 42, amerikansk programmerare, skapare av Linux-distributionen Debian.[693]
- 28 december – June Carlsson, 70, svensk journalist och tv-programledare.[694]
- 29 december – Elżbieta Krzesińska, 81, polsk friidrottare.[695]
- 30 december – Kerstin Kuoljok, 80, svensk etnolog och författare.[696]
- 31 december – Wayne Rogers, 82, amerikansk skådespelare (M*A*S*H).[697]
- 31 december – Natalie Cole, 65, amerikansk sångerska.[698]
- Exakt datum saknas – Steve Gohouri, 34, ivoriansk fotbollsspelare.[699]